# Географія Беніну
Бенін — західноафриканська країна, що знаходиться північ від Гвінейської затоки, між Того на заході та Нігерією на сході . Загальна площа країни 112 622 км² (102-ге місце у світі), з яких на суходіл припадає 110 622 км², а на поверхню внутрішніх вод — 2 тис. км². Площа країни у 6 разів менша ніж площа України. 

## Назва
Офіційна назва — Республіка Benin, Benin (Republique du Benin, Benin). Назва країни походить від держави Бенін (Edo-Bini; фр. Bénin), що розташовувалась у приатлантичній частині в XII-XIX століттях і яку португальські, а пізніше й французькі колонізатори з XVII століття називали Дагомея (фр. Dahomey), запозичене з мови фон, найчисельнішої етнічної групи, що її населяла. Довгий час ця територія слугувала форпостом работоргівлі й неофіційно мала назву Невільницький берег. Сучасна назва офіційно запроваджена 1975 року на знак успадкування давніх традицій державотворення народів едо й біні, що у наш час утворюють єдину етнічну спільноту.

## Географічне положення

Порівняння розмірів території Беніну та США

Бенін — західноафриканська країна, що межує з чотирма іншими країнами: на півночі — з Буркіна-Фасо (спільний кордон — 386 км) і Нігером (277 км), на сході — з Нігерією (809 км), на заході — з Того (651 км). Загальна довжина державного кордону — 2123 км. Бенін на півдні омивається водами Гвінейської затоки Атлантичного океану. Загальна довжина морського узбережжя 121 км.
Згідно з Конвенцією Організації Об'єднаних Націй з морського права (UNCLOS) 1982 року, протяжність територіальних вод країни встановлено в 200 морських миль (370,4 км) від узбережжя.

### Крайні пункти
| гирло Мекру Гранд-Попо Даторі Неганзі гора Сокбароclass=notpageimage\| Крайні точки Беніну |

Бенін лежить між 6°30' і 12°30' паралелями північної широти, 1° і 3°40' меридіанами східної довготи.
Крайні пункти Беніну:
- північна точка — місце впадіння річки Мекру в Нігер в департаменті Аліборі (фр. Alibori Department) 12°24′26″ пн. ш. 2°49′36″ сх. д. / 12.40722° пн. ш. 2.82667° сх. д.;
- південна точка — західні околиці Гранд-Попо (фр. Grand-Popo) на кордоні з Того на узбережжі Атлантичного океану в департаменті Боргу (фр. Borgou Department) 6°14′04″ пн. ш. 1°37′47″ сх. д. / 6.23444° пн. ш. 1.62972° сх. д.;
- західна точка — на захід від містечка Даторі (фр. Datori) на автошляху RN9 в департаменті Моно (фр. Mono Department) 10°22′55″ пн. ш. 0°46′36″ сх. д. / 10.38194° пн. ш. 0.77667° сх. д.;
- східна точка — на схід від містечка Неганзі (фр. Néganzi) в департаменті Атакора (фр. Atakora Department) 10°35′34″ пн. ш. 3°50′35″ сх. д. / 10.59278° пн. ш. 3.84306° сх. д.;
- найвища точка — гора Сокбаро (фр. Mont Sokbaro) у горах Атакора (фр. Atakora) 9°19′41″ пн. ш. 1°24′56″ сх. д. / 9.32806° пн. ш. 1.41556° сх. д..

### Час
Час у Беніні: UTC+1 (-1 година різниці часу з Києвом).

## Геологія
У тектонічному плані територія країни приурочена до древньої кристалічної платформи, області архейської та протерозойської складчастості, що перекрита молодими кайнозойськими морськими відкладами на крайньому півдні. Структурно розчленована слабко. На північному заході — синекліза Вольта з антиклінальним гірським валом Атакора.
Північне плато — це древня африканська платформа, складена докембрійськими кристалічними породами крайового підняття, розбитого збросами докембрійського пенеплену Дагомейсько-Нігерійського кристалічного щита (1735 м). На півночі, у долині Нігеру, перекрита міоценовими й пліоценовими пісковиками з інтрузіями кислих і середніх докембрійських лав — південна частина басейну Уллеммеден (англ. Iullemmeden Basin). Крайній північний захід країни, синекліза Вольта, складений відкладами силурійської системи.
Південна частина країни — низовина, складена морськими еоценовими відкладами.
Для більшої частині території країни характерні елювіальні та елюво-делювіальні четвертинні відклади з латеритними кірками. У долинах великих річок (Нігер, Веме, Моно) значні алювіальні наноси. Узбережжя являє собою систему алювіальних морських відкладень у вигляді системи лагун і піщаного берегового валу.

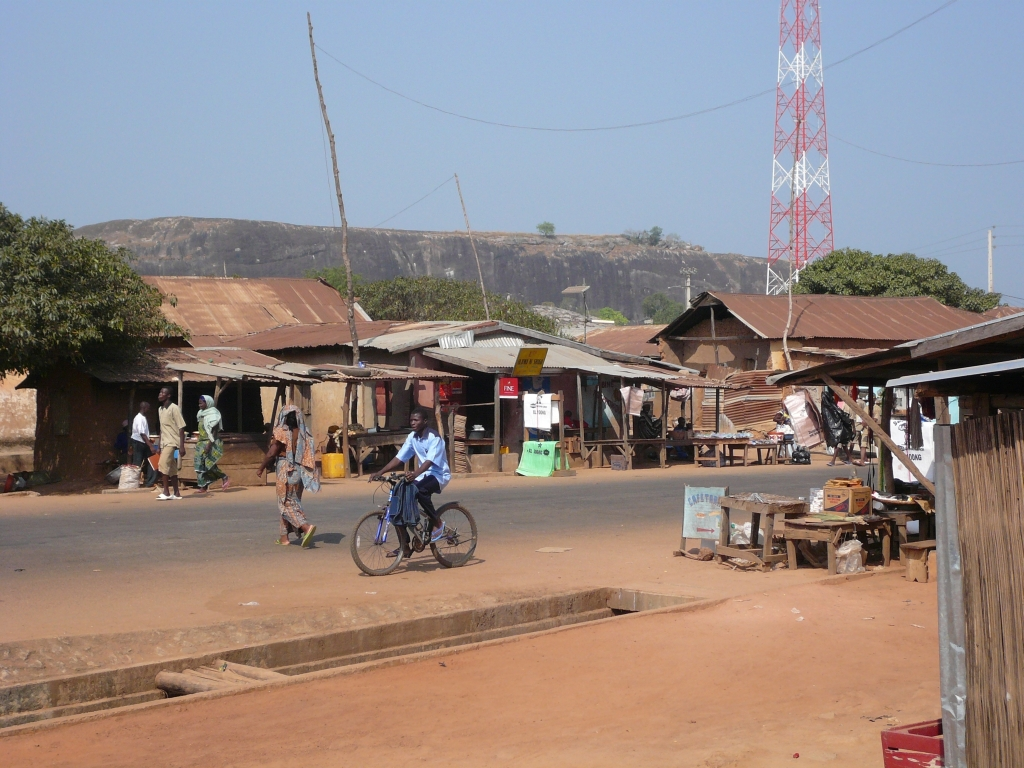
Виходи кристалічного щита у Банте

Уздовж атлантичного узбережжя на дні океану розташовані підводні грабени з осадовими басейнами: Кот-д'Івуарський, Нігерійський.

### Корисні копалини
Надра Беніну багаті на ряд корисних копалин: нафту, вапняк, мармур, залізної руди (Канді), золота (Натітінгу, до 500 кг на рік), алмазів, фосфоритів, хромітів. Видобуток шельфової нафти розпочався в 1982 році поблизу Котону, видобувають 300 тис. тон нафти на рік. Мінеральні ресурси розвідані недостатньо.

### Сейсмічність
Хоча для території Беніну, як для континентальної платформи, не властива сейсмічна активність, але на узбережжі Бенінської затоки фіксувались землетруси магнітудою до 6 балів. Землетруси пасивної континентальної окраїни пов'язані як з підводними розломами, так і з розломами і синеклізами кристалічних щитів Гвінеї.

## Рельєф
Середні висоти — 273 м; найнижча точка — рівень вод Атлантичного океану (0 м); найвища точка — гора Сакобаро (658 м).
Більша частина території країни — легкопохиле на північ плато з абсолютними висотами до 500 м над рівнем моря, яка на північному заході переходить у гори Атакора (Сокбаро, 658 м), а на півдні, від невисоких гір Савалу і Даса-Зуме (гірська країна Маге), спускається до приморської низовини. Ландшафт денудаційної цокольної рівнини з останцевими поодинокими горами серед вологої високотравної савани та рідколісся на півдні та сухої савани на півночі країни. Ця рівнинна територія зветься рівнинами Йоруба.
Середньовисокі брилові гори Атакора на північному заході простягаються двома паралельними хребтами з південного заходу на північний схід і слугують головним вододілом, що розділяє річки басейнів Вольти, Нігеру й Веме. Вони частково вкриті вологими тропічними лісами. На крайньому північному заході, за горами Атакора лежить долина річки Пендажарі (басейн Вольти), складена пісковиками й річковими акумулятивними наносами. На крайньому північному сході — денудаційна долина річки Нігер з останцевими узвишшями.

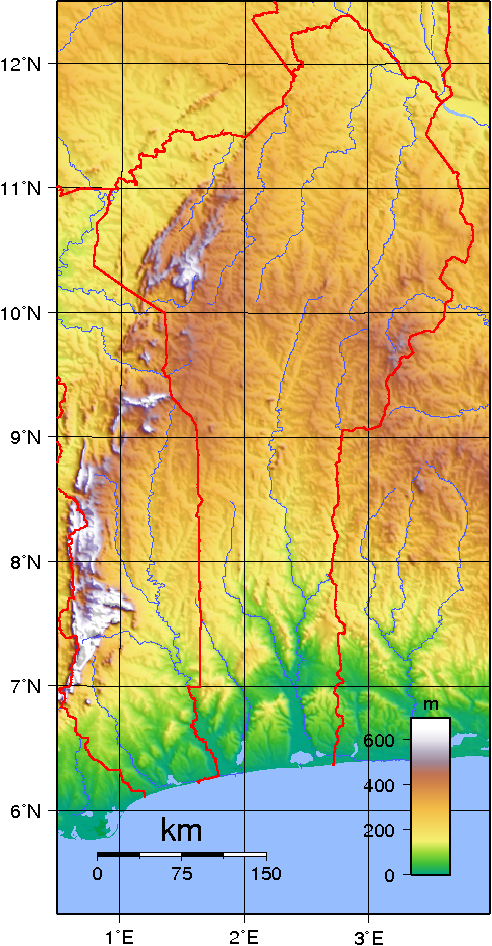
Рельєф Беніну
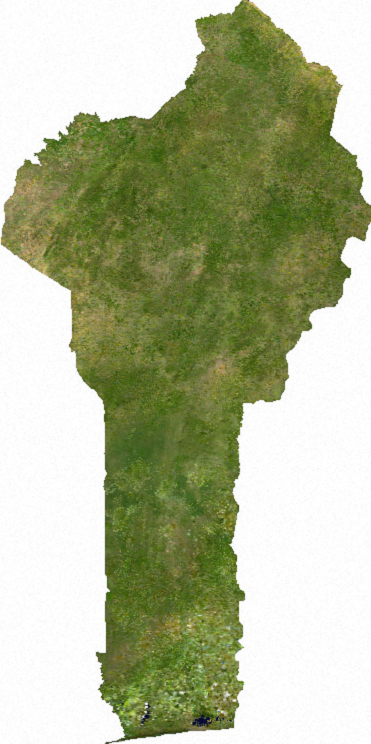
Супутниковий знімок поверхні країни
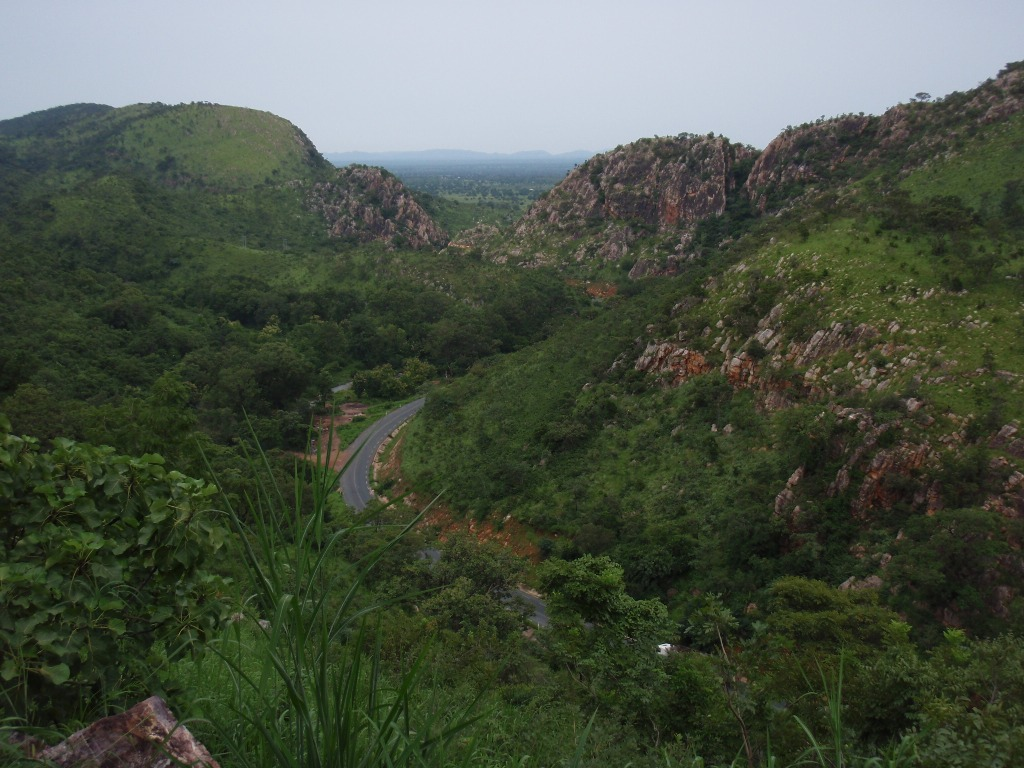
Гори Атакора
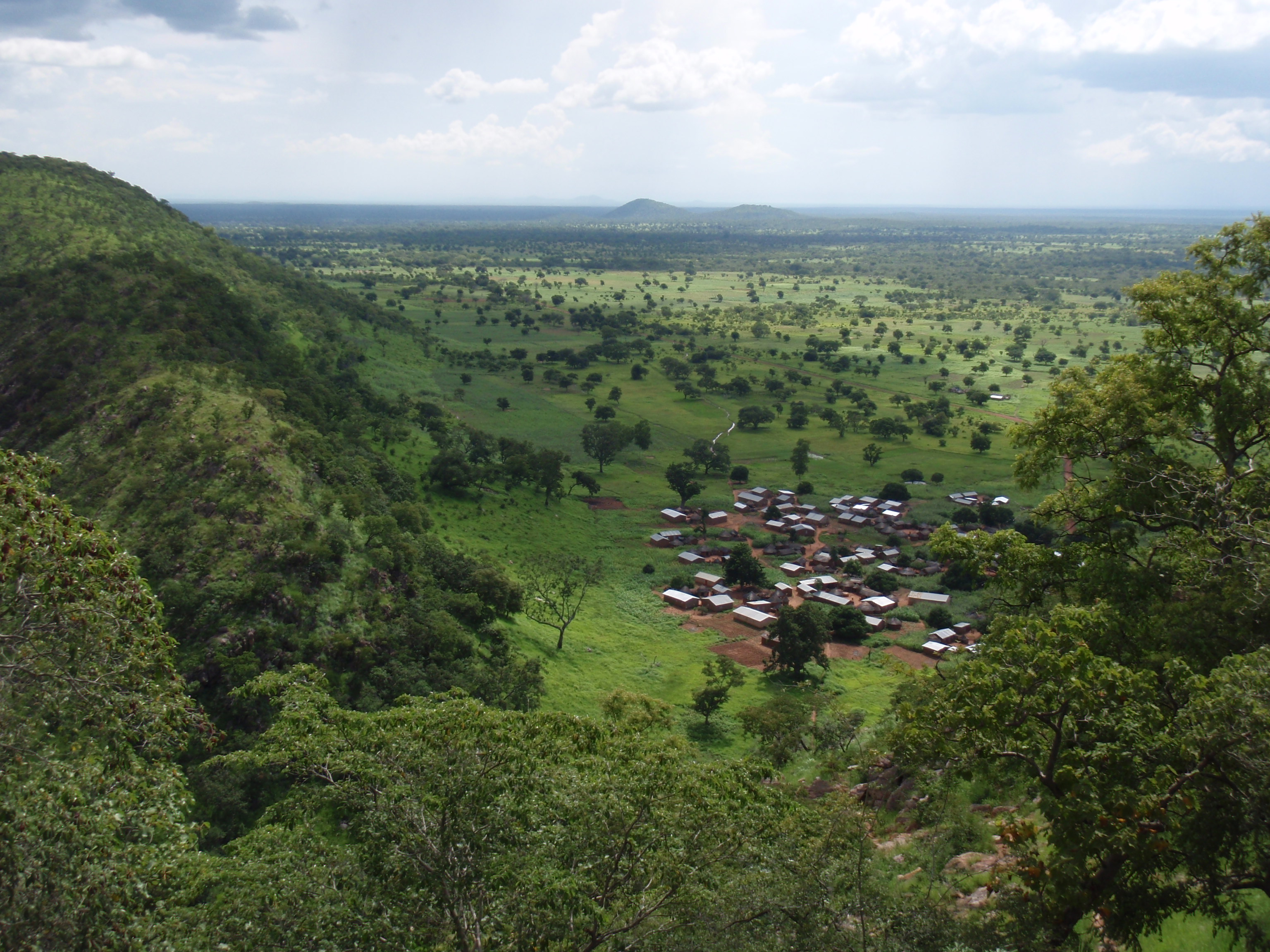
Гори Атакора
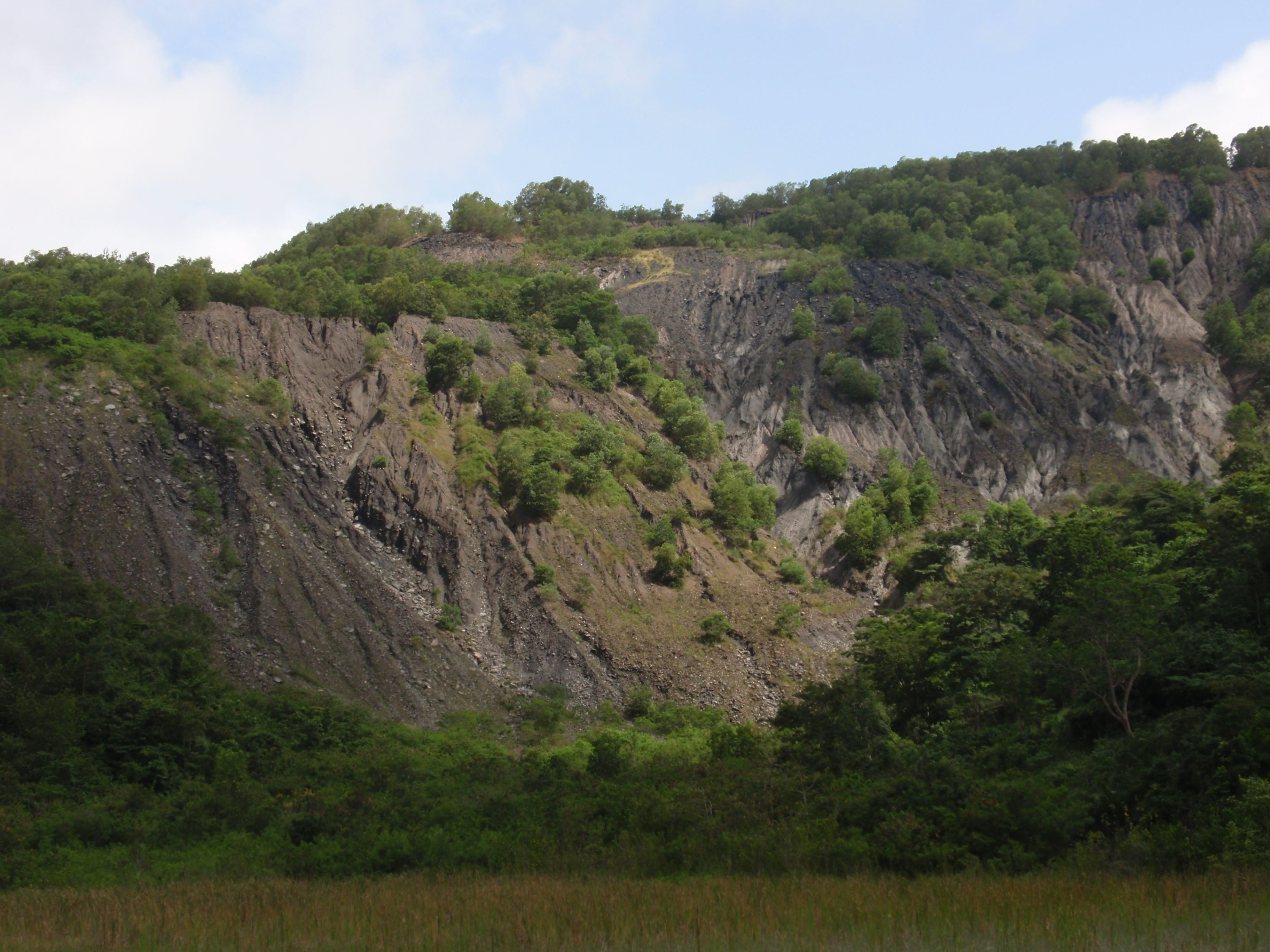
Хребет Аквапім
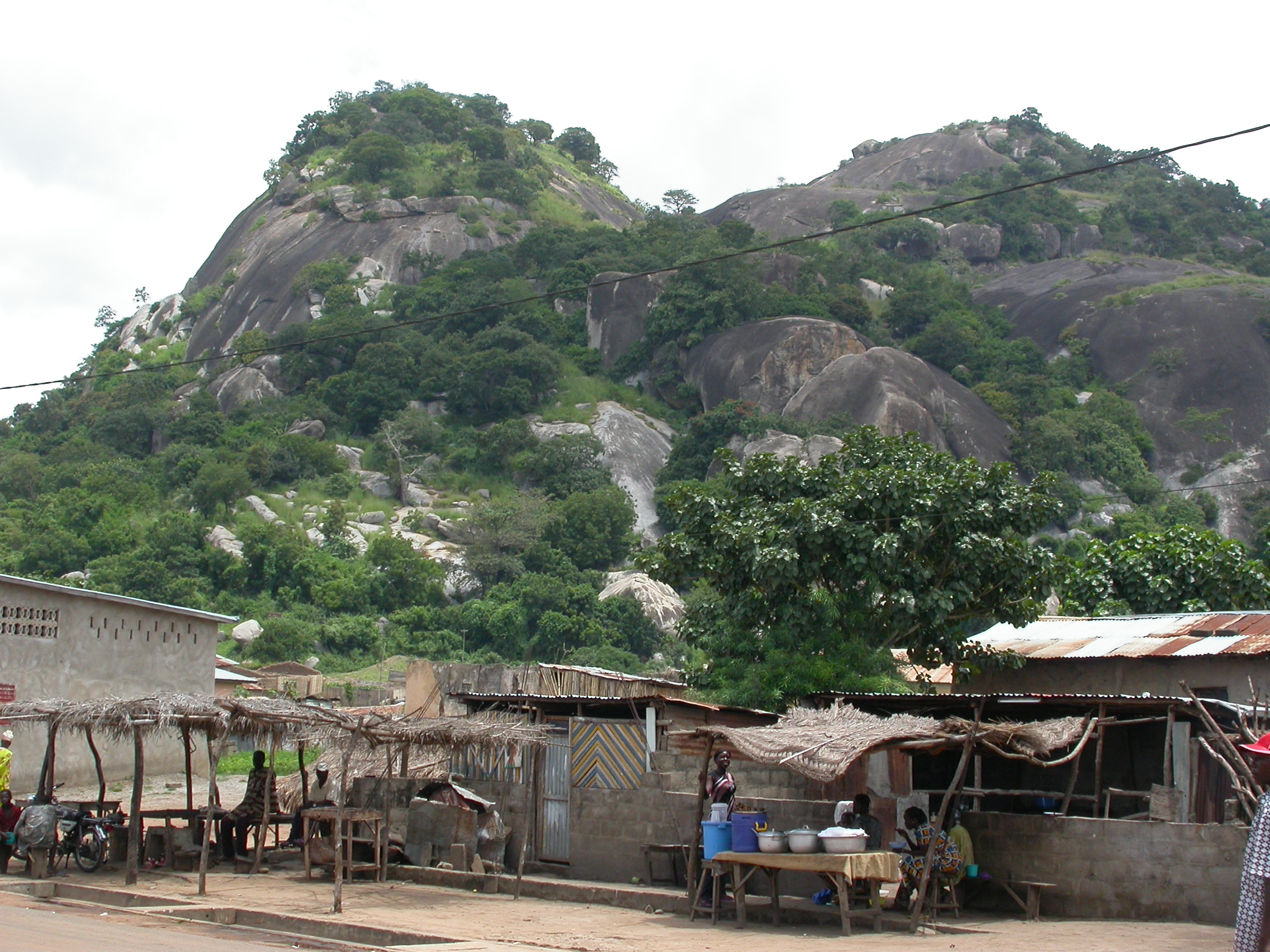
Кристалічні останцеві масиви

### Узбережжя
Узбережжя Беніну, загальною довжиною 121 км, розчленоване слабо, вздовж узбережжя простягається низка лагун. Генетично узбережжя вирівняне хвильовими процесами з переважанням акумулятивних процесів у вигляді утворення лагун і піщаного бару. За фактом Бенін має два узбережжя: перше — це високий береговий вал, крутим схилом обернений до океану; друге — власне пологий материковий берег, розчленований бухтами й лагунами. Піщаний пересип росте за рахунок подачі хвилями матеріалу з морського дна, а мілководні лагуни сильно заповнені донними відкладами. Ця система лагун простягнулась від Аккри (Гана) до Лагосу (Нігерія). Лагуни Нокуе (Котону) і Ахеме мають вихід до Гвінейської затоки.
У територіальних водах Беніну відсутні як природні, так і штучні острови.

## Клімат
Південь Беніну лежить у екваторіальному кліматичному поясі, північ — у субекваторіальному. Цілий рік панують екваторіальні повітряні маси. Сумарна сонячна радіація становить 140—170 ккал/см² на рік і збільшується від узбережжя вглиб континенту. Радіаційний баланс в середньому становить 65 ккал/см² на рік, що в січні, що в липні в середньому 5 ккал/см² за місяць. Випаровування зменшується від 900 мм на рік на узбережжі, до 700 мм — у північній саванні; затрати тепла 45 і 35 ккал/см² відповідно. Турбулентний теплообмін з атмосферою дорівнює 10-30 ккал/см² на рік (збільшується з півдня на північ); у січні — 2-4 ккал/см², у липні — 0-1 ккал/см². Випаровуваність зменшується від 1250 мм на рік на узбережжі, до 1750 мм на рік на півночі. Пересічна температура січня +24°, липня +30°. Добові й сезонні коливання температури незначні. Абсолютна мінімальна температура січня не опускається нижче +11 °C, максимальна липня — сягала +48 °C на півночі і +40 °C на півдні. Опадів 1000—2000 мм на рік. У Беніні, як і загалом у тропічній Африці, існують місця де за рік буває більше днів з грозою, ніж без.

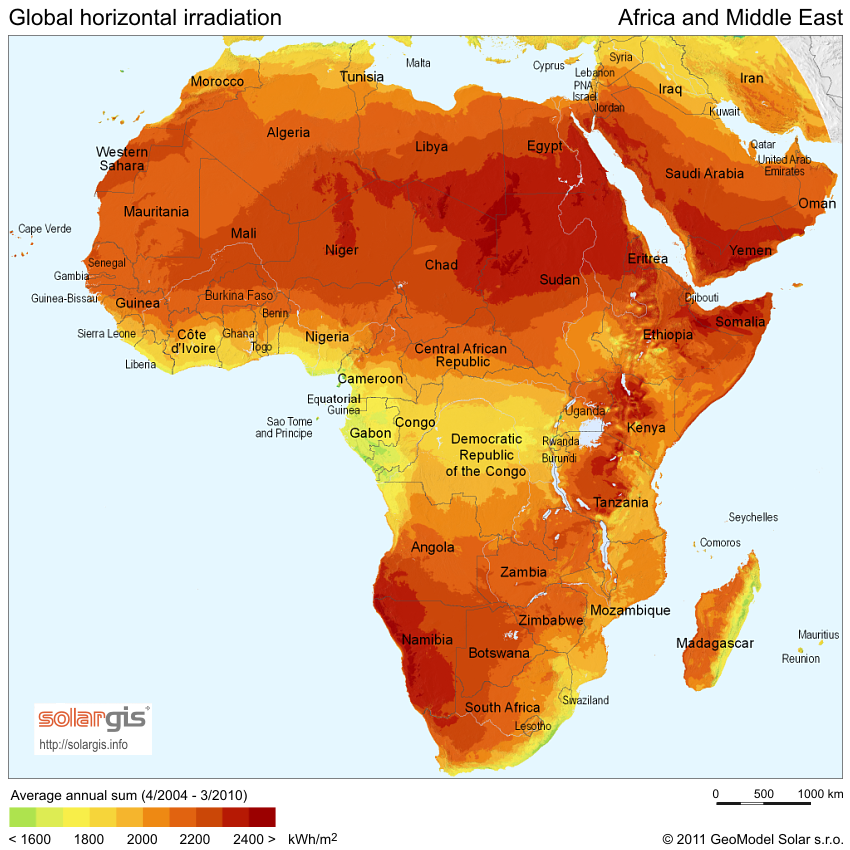
Сонячна радіація (англ.)
Кліматична карта Беніну (за Кеппеном)
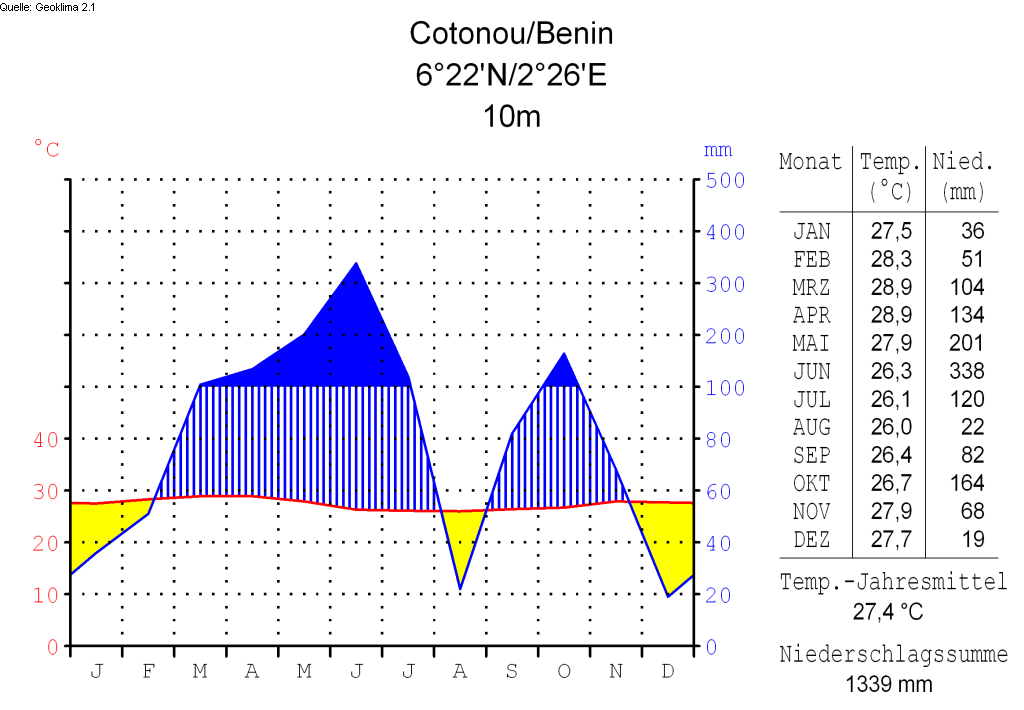
Кліматограма Котону (південь)
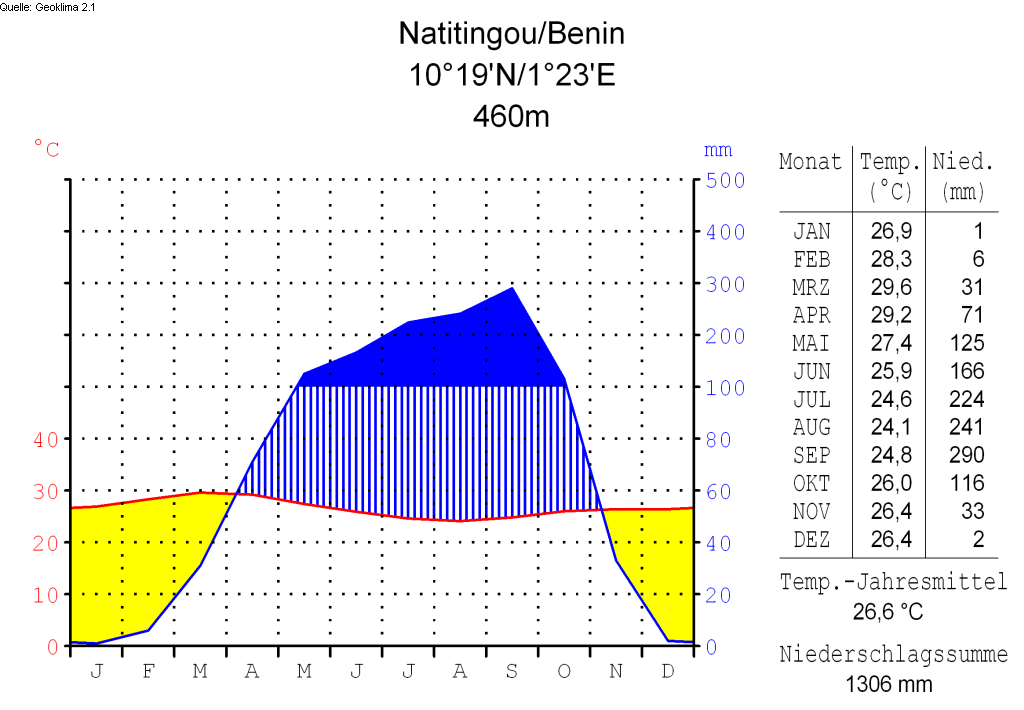
Кліматограма Натітінгу (північ)

На узбережжі цілий рік спекотно, сезонні коливання температури незначні, значно менші за добові. превалюють слабкі вітри, цілий рік надмірне зволоження, майже щодня по обіді йдуть дощі, часто зливи з грозами. На півдні постійна висока відносна вологість повітря, на узбережжі морський бриз приносить жадану прохолоду. На низовині два дощових сезони (березень-липень і вересень-листопад).
На півночі влітку переважають екваторіальні повітряні маси, взимку — тропічні. Влітку вітри дмуть від, а взимку до екватора. Сезонні амплітуди температури повітря незначні, зимовий період не набагато прохолодніший за літній. На плато екваторіальний мусонний клімат з вологим спекотним літом (червень-листопад) і теплою посушливою зимою (жовтень-квітень). Взимку дмуть північно-східні пасатні вітри, на півдні, через взаємодію Південноатлантичного максимуму та Південноафриканського мінімуму, відбувається західний повітряний перенос. У сухий сезон на півночі постійні північно-східні вітри з Сахари називають харматанами, вони несуть пил, пісок і значне зниження відносної вологи повітря. Улітку відбувається активний перенос вологих повітряних мас з Атлантики, зона екваторіальної конвергенції зміщується на північ й сягає півдня Беніну, дмуть південно-західні вітри. Тиск повітря в середньому за рік 1010—1015 мм ртутного стовпчика, змінюється лише напрямок градієнту.
Узбережжя омиває потужна тепла гілка Гвінейської морської течії, що несе свої води із північного заходу на схід, збільшуючи власну інтенсивність влітку, тому температура океанічних вод поблизу берега взимку прогрівається до +29 °C, а влітку не падає нижче +24°C.
Бенін є членом Всесвітньої метеорологічної організації (WMO), в країні ведуться систематичні спостереження за погодою.

## Внутрішні води
Усі водотоки країни відносяться до басейну Атлантичного океану. Річкова мережа густа. У цілому країна забезпечена водними ресурсами, половина з яких йде на потреби агровиробництва, загальні відновлювані водні ресурси складають 26,4 км³ на рік. Сезонний дефіцит на півночі не має критичного значення через малу заселеність регіону. Загальні запаси відновлюваних водних ресурсів (ґрунтові і поверхневі прісні води) становлять 26,39 км³.
Станом на 2012 рік в країні налічувалось 230 км² зрошуваних земель.

### Річки
Річки країни належать басейну Гвінейської затоки Атлантичного океану.
Живлення річок переважно дощове та частково ґрунтове. Річковий стік переважно припадає на осінь, межень фіксується навесні — кінець посушливого періоду. Притоки Нігеру на півночі країни у цей час майже повністю пересихають. Річний стік для річок басейну Бенінської затоки складає у середньому 100—250 мм, Нігеру — 50-100 мм на рік.
Більшість річок північної частини країни течуть на північ і впадають до Нігеру, що слугує кордоном з державою Нігер: Мекру, Аліборі, Сота, Олі; або до Вольти: Пенджарі. Річки південніше 10° північної широти течуть меридіанально на південь, до Гвінейської затоки: Веме з притоками Зу (права) і Окпара (ліва), Моно, Куффо (англ. Kouffo; 125 км). У річках водиться багато риби.
Головна річка країни — Веме (англ. Weme; 480 км) бере початок у горах Атакора й тече меридіанально на південь до Гвінейської затоки. У нижній течії судноплавна протягом 200 км. На річці Моно у Того споруджено ГЕС Нангбето.

Річки Беніну
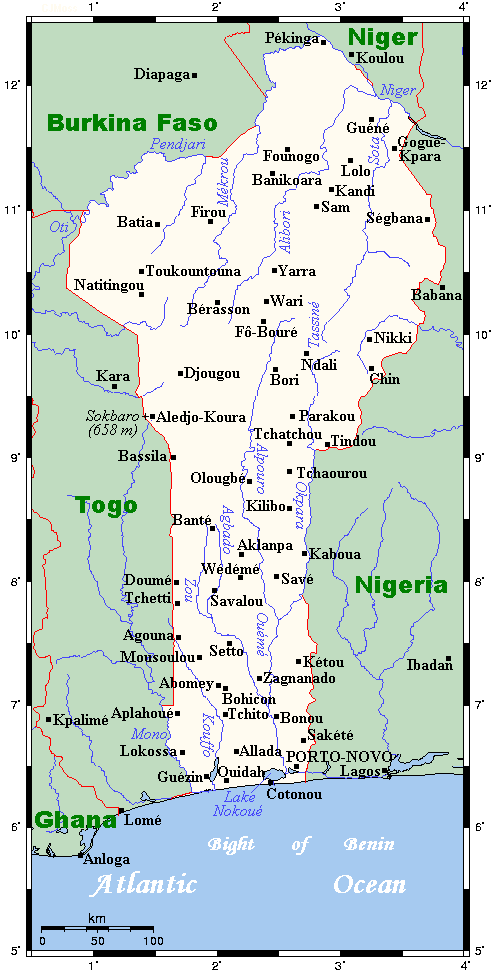
Гідрографічна мережа Беніну
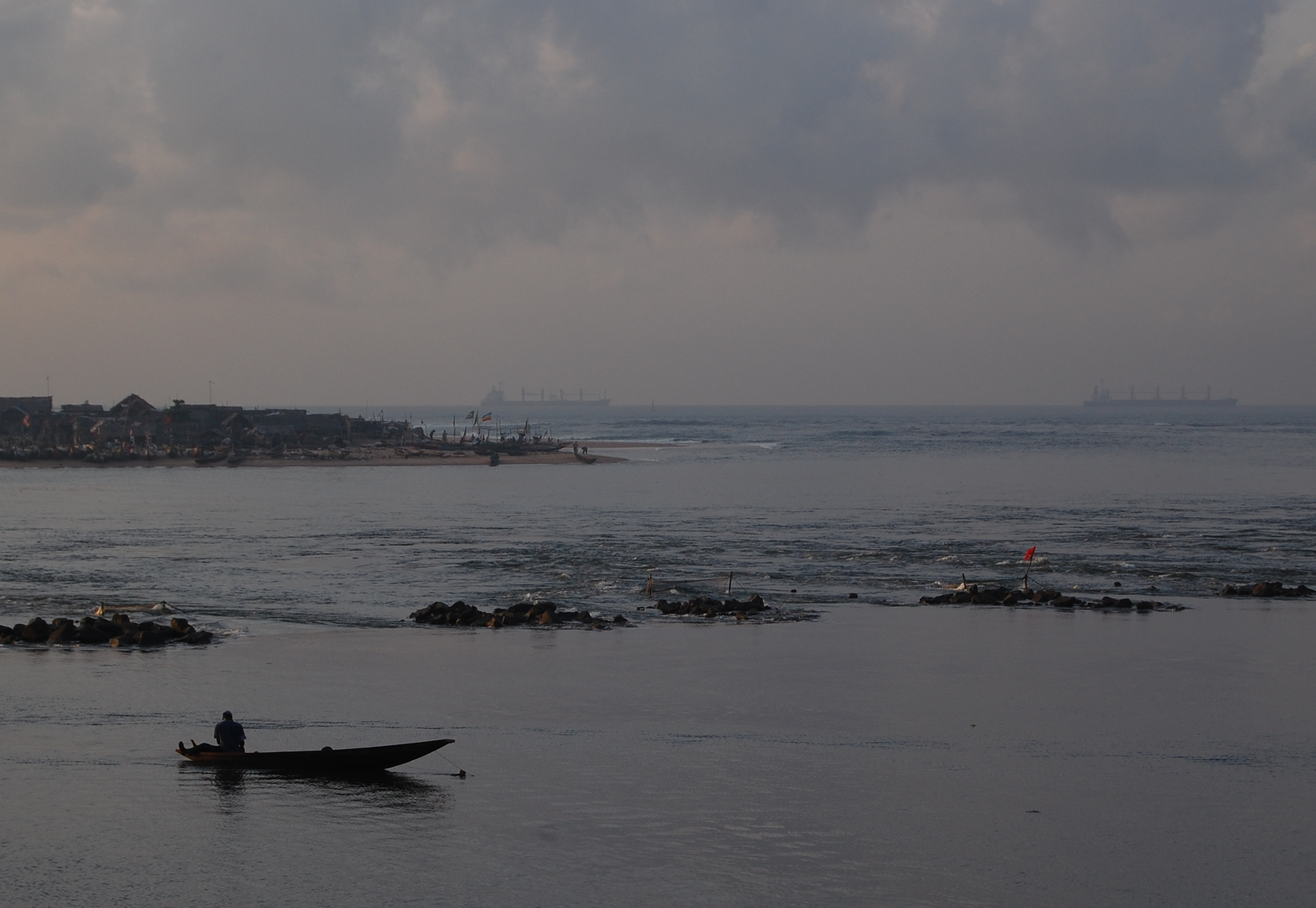
Гирло Веме
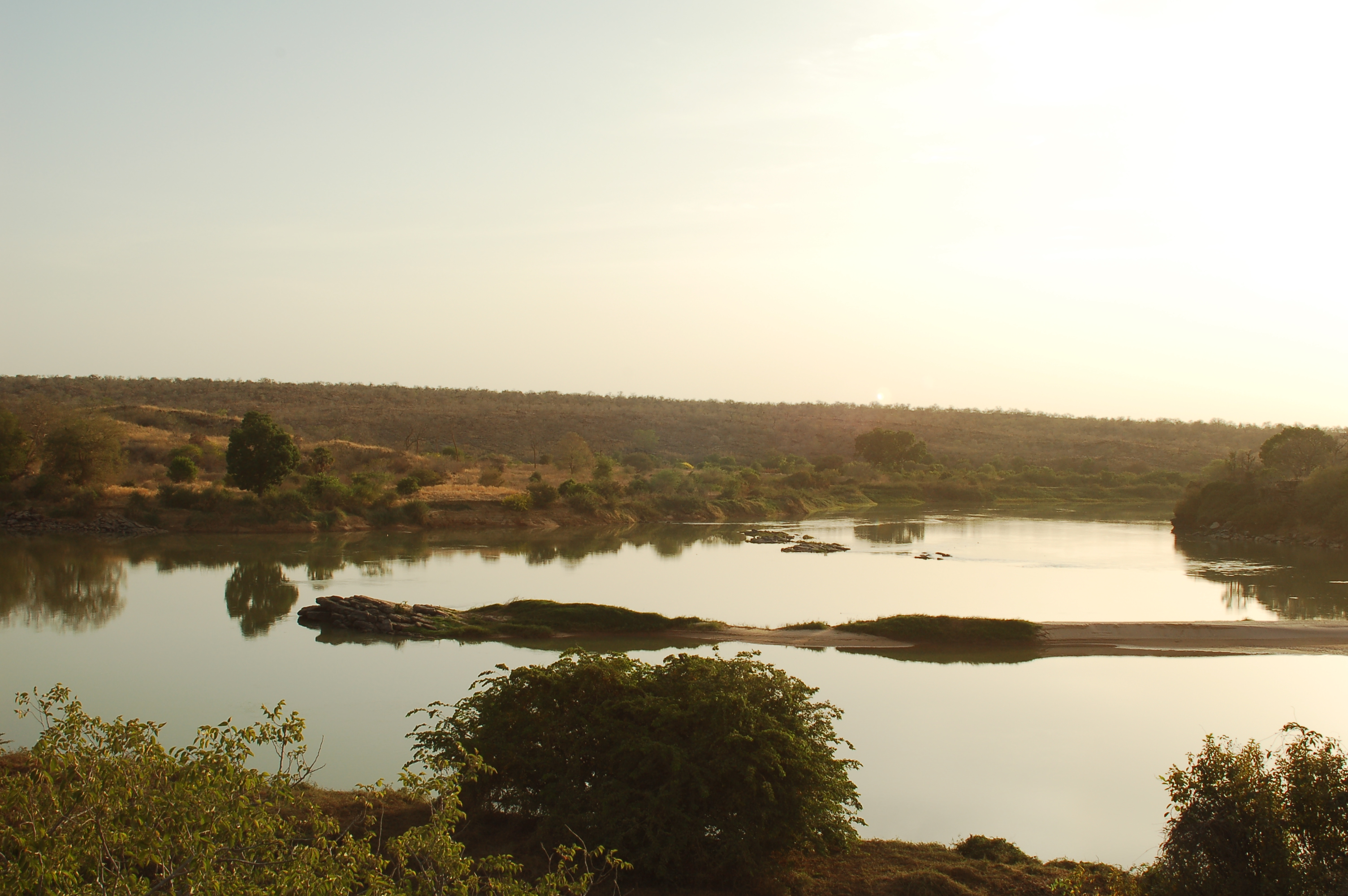
Нігер
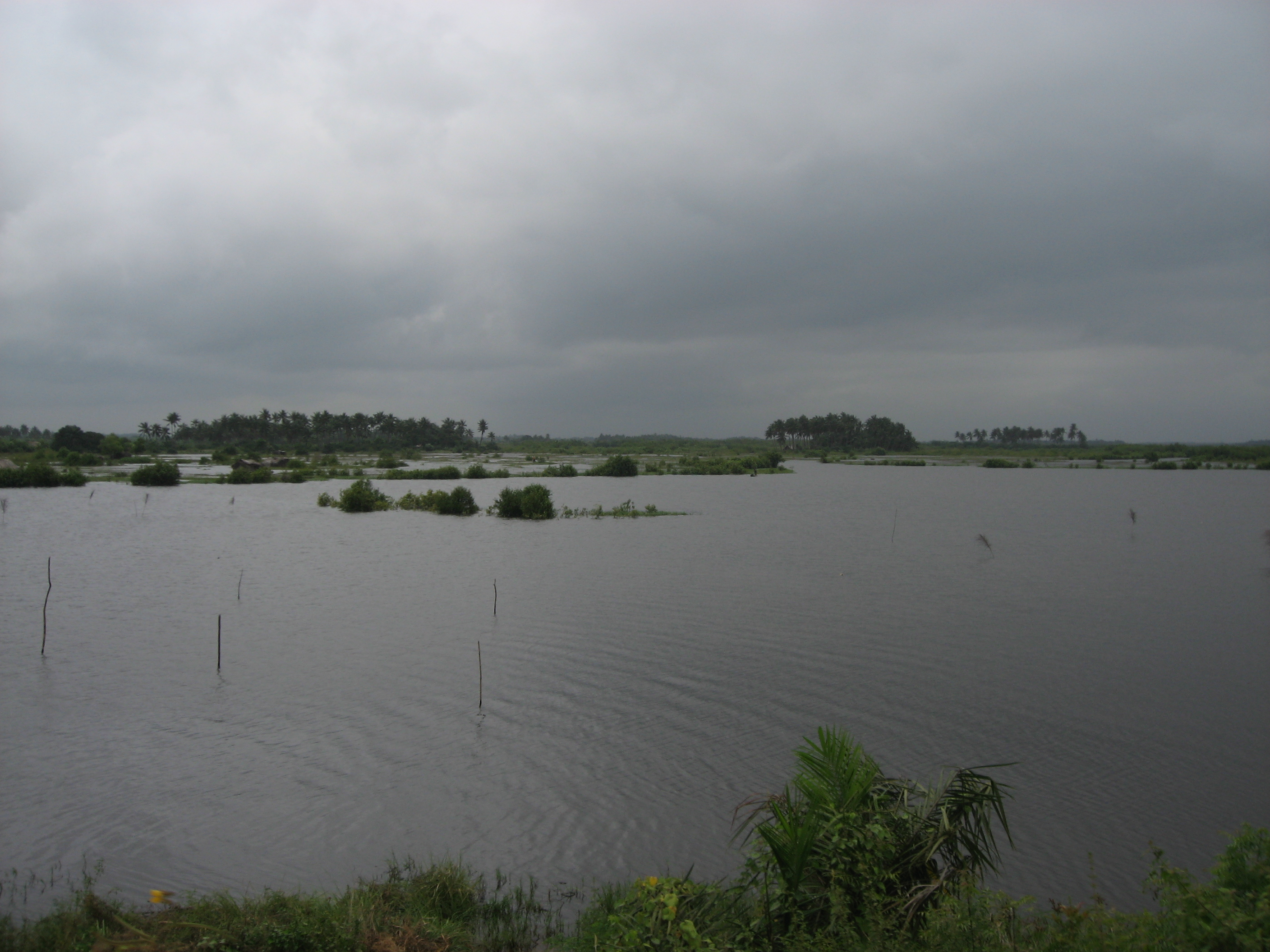
Під час повені
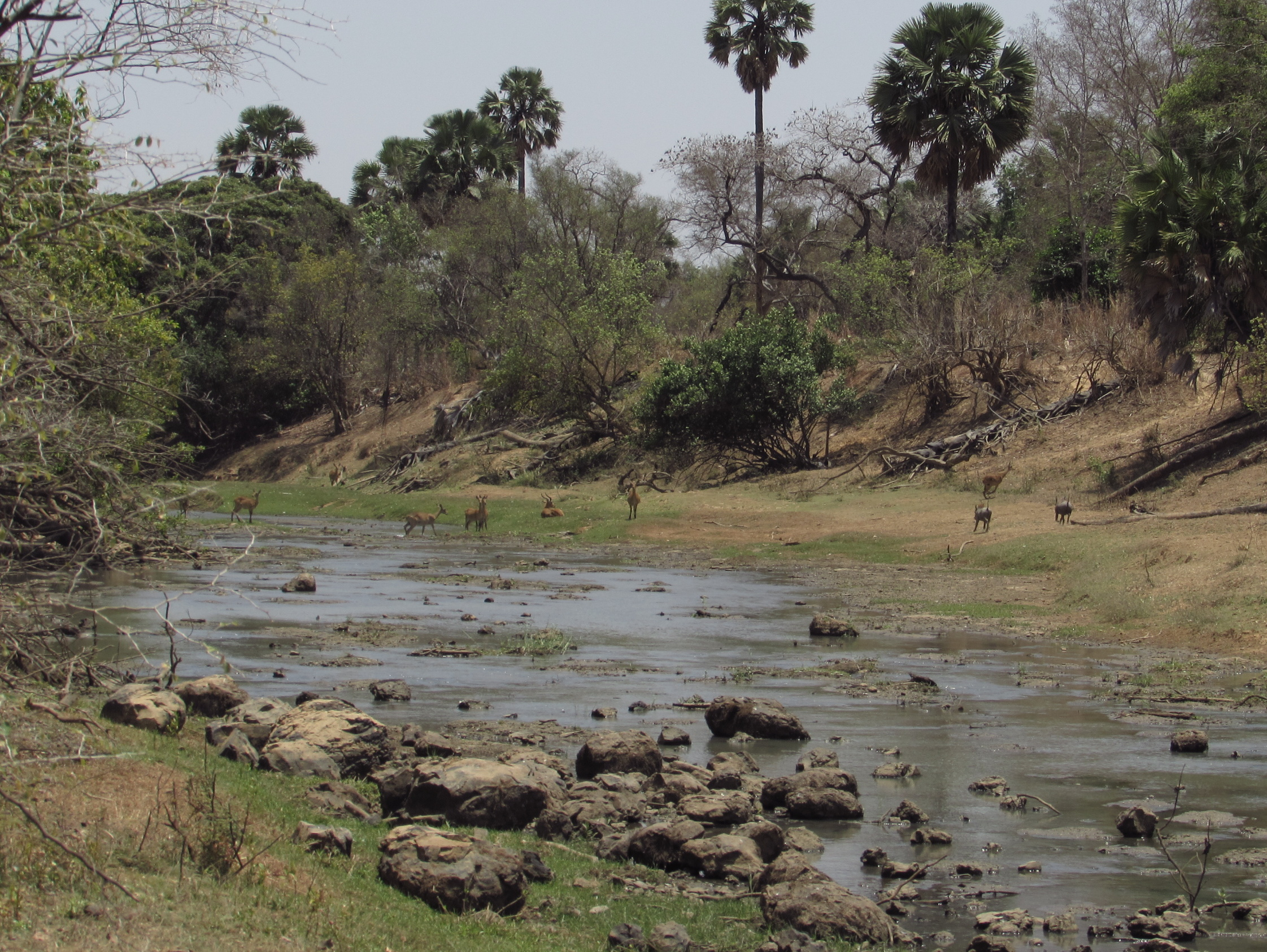
Пенджарі під час сухого сезону
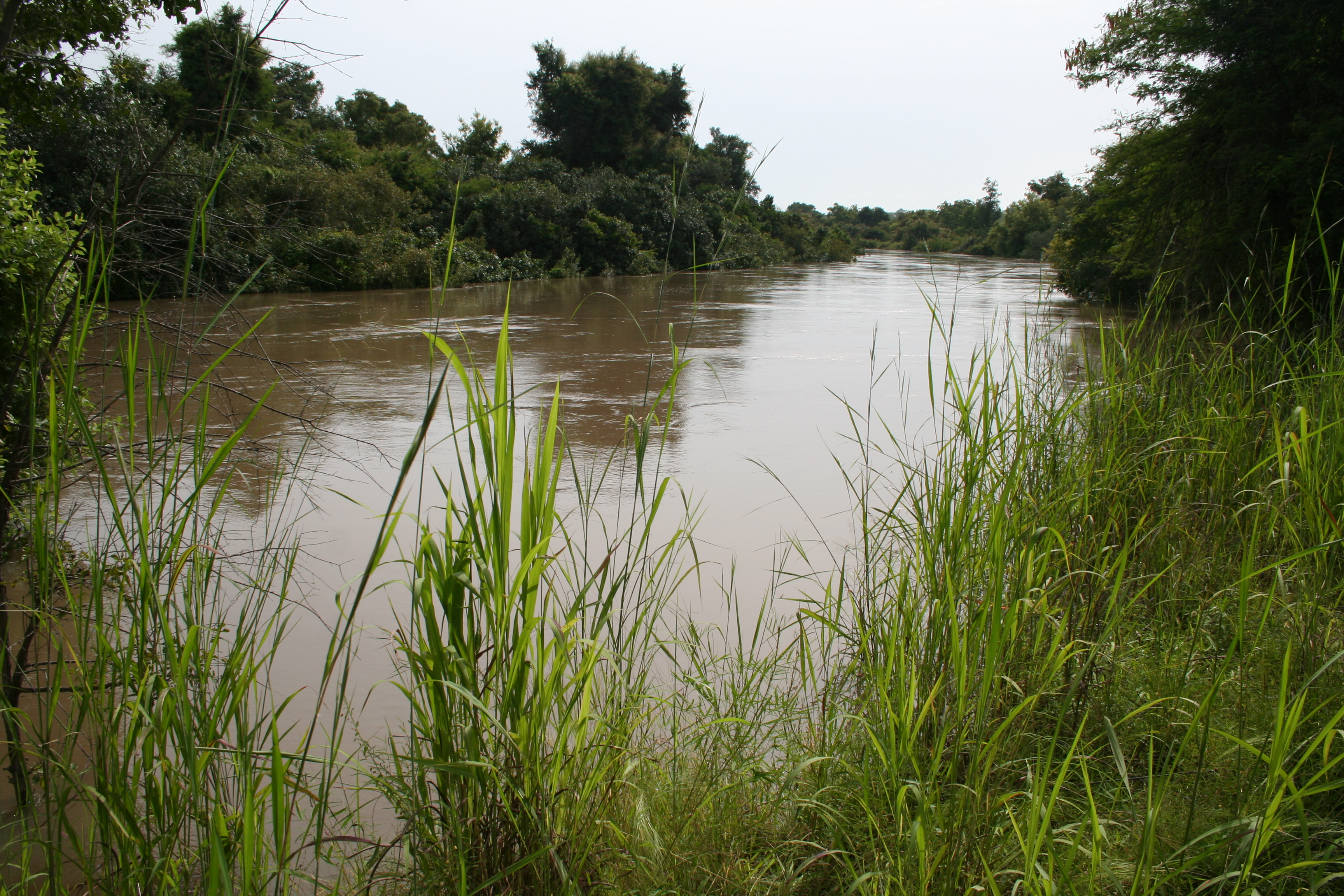
Мекру

### Озера
Найбільші озера країни — лагуни Нокуе і Ахеме. У першу впадає річка Веме, у другу Куффо.

Озера Беніну
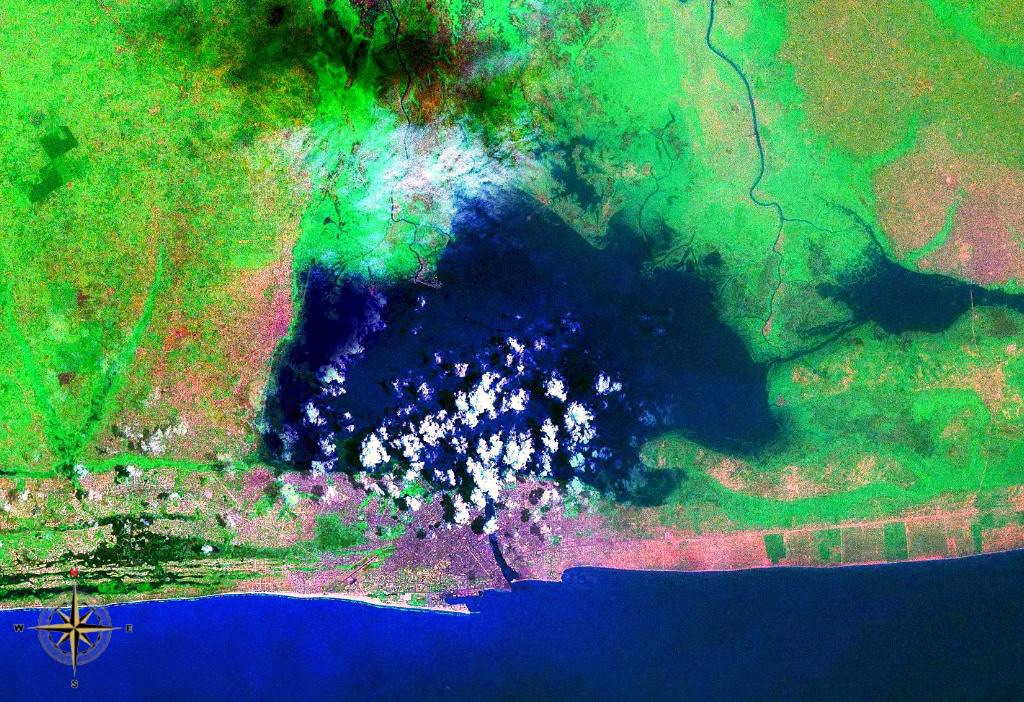
Нокуе (Котону), супутниковий знімок
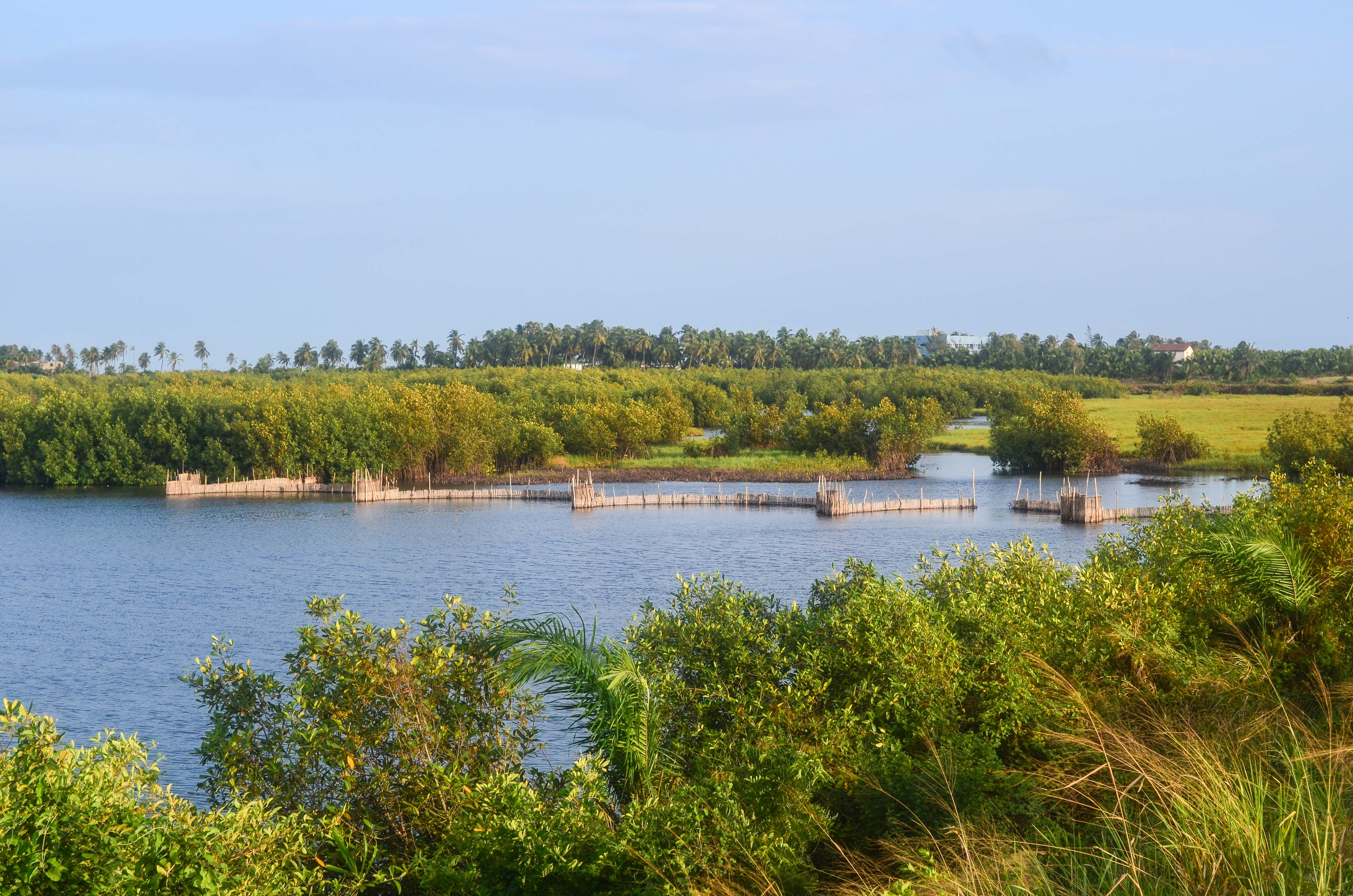
Лагуна поблизу Уїди

### Болота
У нижній течії річки Веме велика заболочена територія — Лама.

## Ґрунти
Ґрунти Беніну відносяться до області з нетривалим сухим сезоном поясу аллітних та ферралітних кислих ґрунтів вологого тропічного клімату.
На півдні під лісами опідзолені червоно-жовті латеритні ґрунти. В екваторіальній зоні для ферраллітних ґрунтів характерні процеси, коли під впливом розведених ґрунтових розчинів та високої температури (до 25 °C) відбувається гідроліз мінералів й у першу чергу видаляються луги кальцію (Ca) і магнію (Mg), після чого поступово звільняються йонні форми кремнію (Si), алюмінію (Al) і заліза (Fe), яке мігрує в профілі ґрунтів і осідає в нижніх частинах схилів. Таким чином у ґрунтах зберігається мало первинних мінералів і утворюються глини типу каолініту. Такі ґрунти досить родючі за екстенсивного обробітку, бо водопроникні, мають тривку залізисту мікроструктуру, слабку в'язкість й малий спротив при обробітку, але інтенсивне вивітрювання без компенсації органічною речовиною швидко перетворює їх на залізисту гравійно-піщанисту кірку. На таких ґрунтах вирощують каву, олійну пальму, гевею. У ґрунтовому профілі Меньєн розрізняє 4 горизонти:
- поверхневий — піщанистий із вмістом гумусу 3-5 %, зустрічаються залізисті конкреції, кварц, гібсит;
- акумуляції гідроокислів та окислів заліза, алюмінію, марганцю й титану, значний вміст каолініту;
- плямистої глини — із залізистими конкреціями;
- вивітрювання — потужний, із літомаржем.

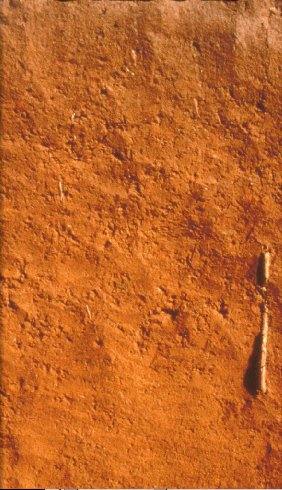
Оксисоль
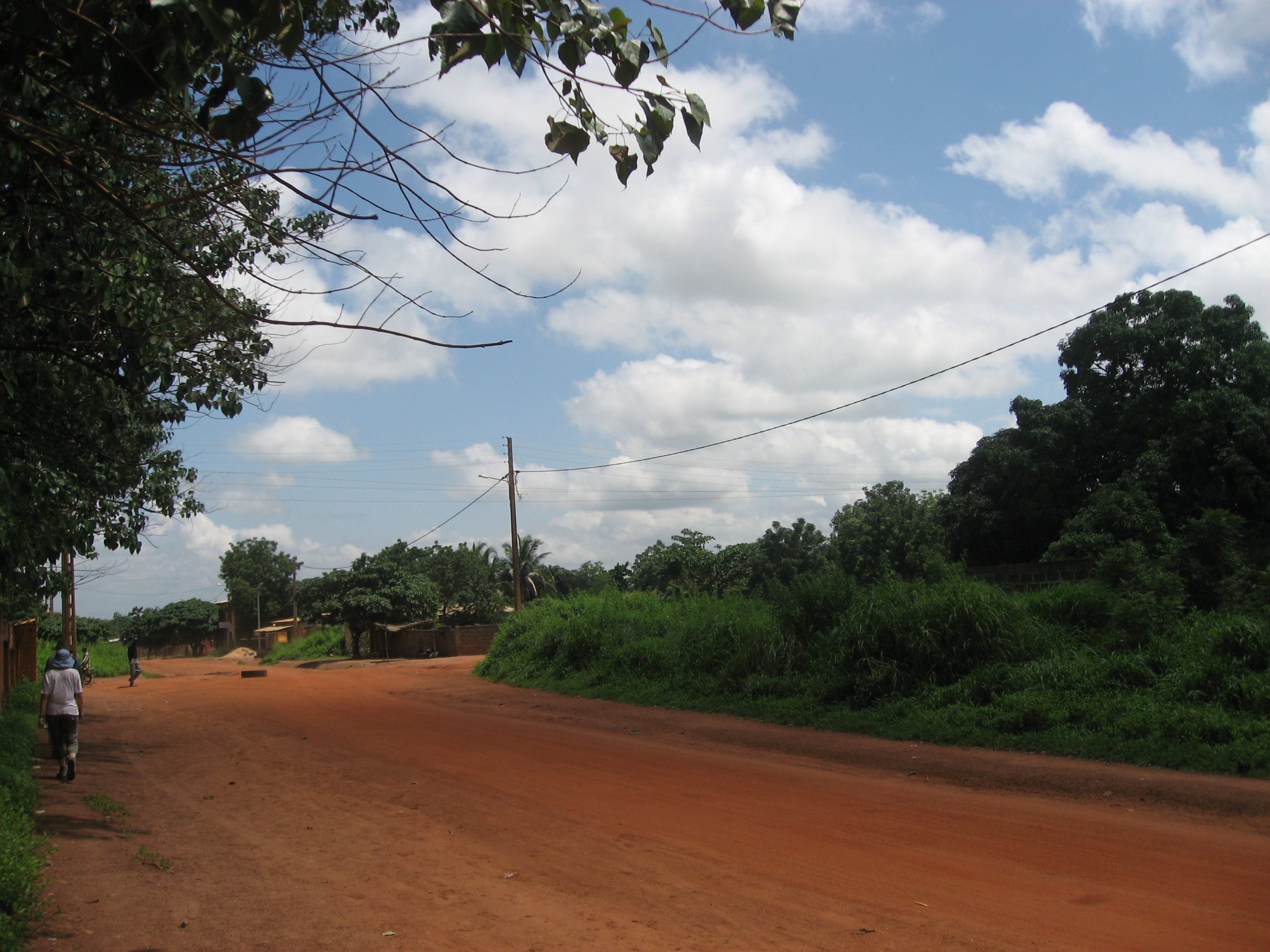
Фералітний ґрунт
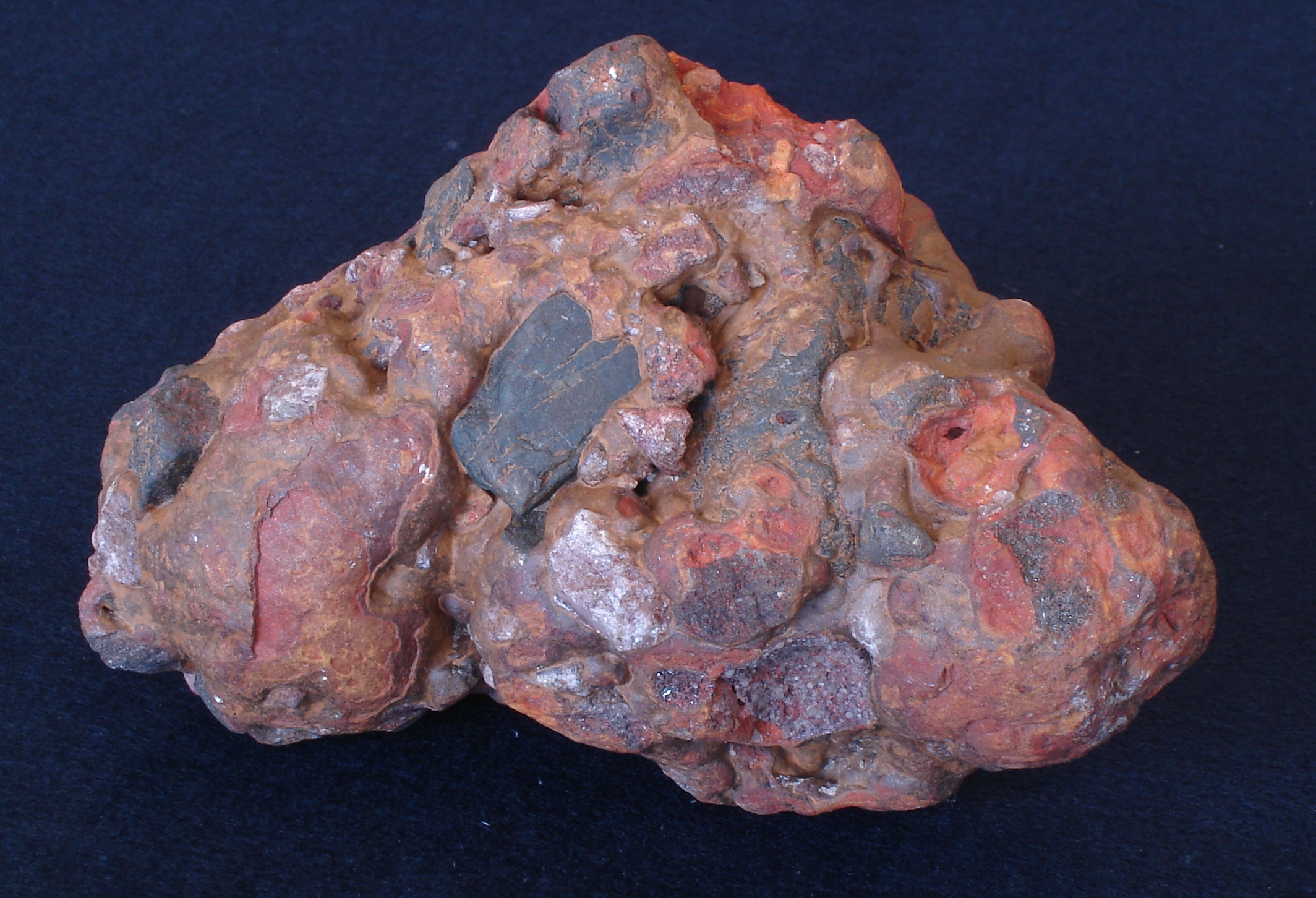
Залізиста конкреція латериту

Під саваною переважно червоні латеритні ґрунти, на півночі — червоно-бурі латеритні ґрунти сухих саван. У субекваторіальній зоні профіль ґрунтів менш потужний (160—250 см), а кремній та алюміній вивільнюються в меншій кількості, вміст первинних мінералів збільшується, утворюються каолініти й гідрослюди, характерний лесіваж глини, що призводить до утворення ілювіального горизонту з утворенням залізистих конкрецій й панцирів. Вивільнення заліза в тропічних умовах призводить до утворення латеритних кірок. Родючість таких ґрунтів знаходиться на середньому рівні, не зважаючи на задовільні фізичні властивості, вміст зольних елементів і фосфору в доступних для рослин формах значно зменшений. На таких ґрунтах вирощують каву, бавовник, арахіс. У ґрунтовому профілі розрізняють такі горизонти:
- горизонт А — темно-бурий рихлий гумусовий, вміст останнього 2 %, 20-30 см;
- горизонт B — червонуватий глинистий, мучнистий (присутній гібсит), 50-100 см.

У пониззі річки Нігер родючі алювіальні ґрунти. На крайньому півдні — чорні тропічні ґрунти.

## Рослинність
Рослинність Беніну представлена гвінейсько-суданськими формаціями тропічних саван палеотропічного флористичного царства західно-африканської області, що характеризується найбагатшою флорою континенту. Більшу частину території країни вкриває високотравна савана у травостої якої переважають слонова трава (Pennisetum purpureum) і андропогон (Andropogon schirensis). Поодинокі невисокі дерева родів акація (Acacia suma, A. albida, A. senegal), баугінія (Bauhinia reticulata), паркія (Parkia africana), пальма дум (Hypaene thebaica), каріте (Vitellaria paradoxa), терміналія (Terminalia macroptera, Т. glaucescens), кая (Khaya senegalensis), мімозка африканська (Prosopis africana), капокове дерево (Bombax costatum), піптаденія (Piptadenia africana), лофіра (Lophira lanceolata). На півночі посушлива суданська савана з травостоем із андропогону (Andropogon hirtiflorus), щетиннику (Setaria sphacelata) і кенгурової трави (Themeda triandra). Дерева представлені баобабами (Adansonia digitata), акаціями (Acacia giraffae і A. albida), комбретумами (Combretum zeyheri і C. apiculatum). Можна зустріти строфантову ліану (Strophantus hispidus) і каучуконосну ландольфію.

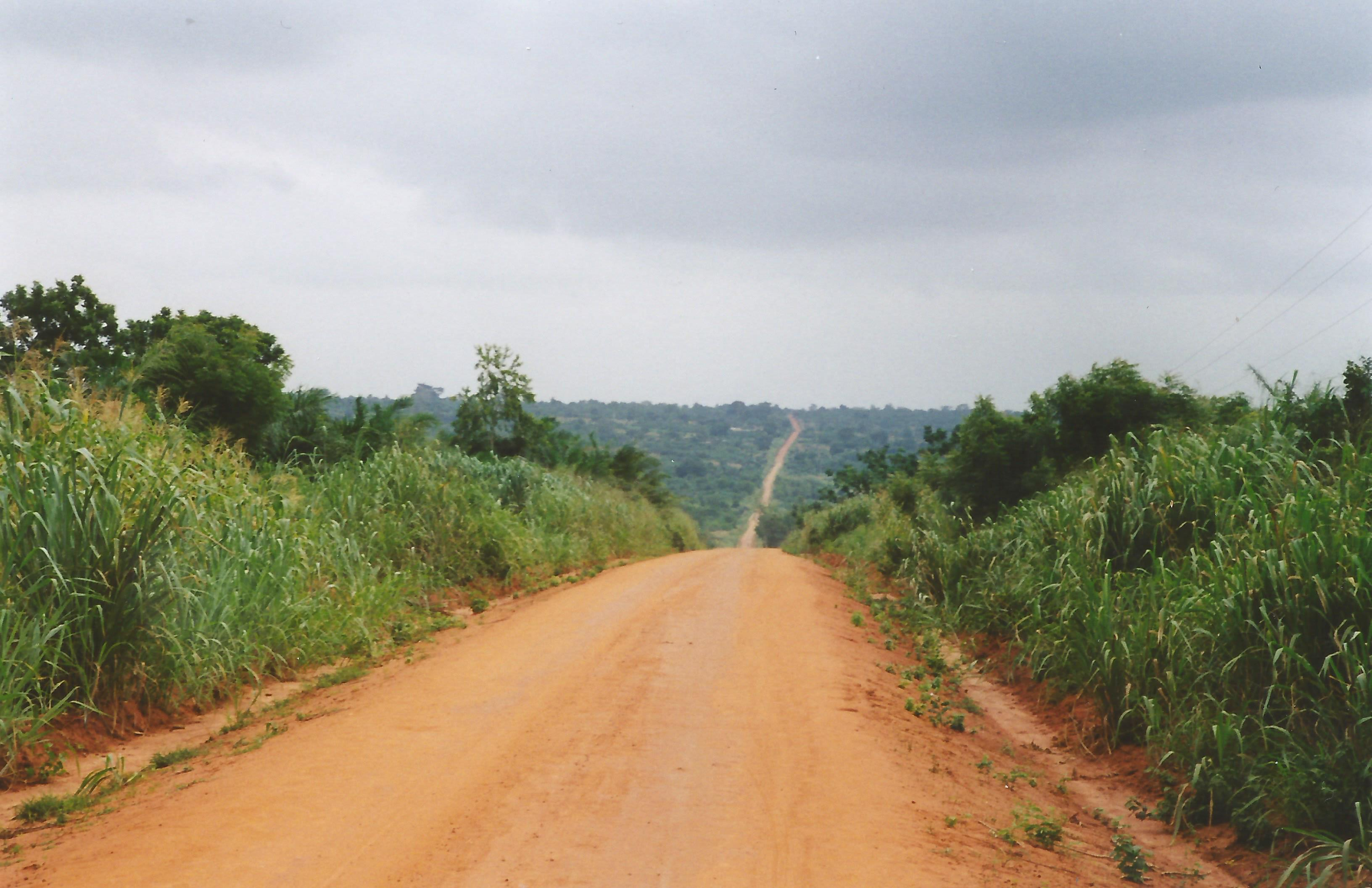
Слонова трава
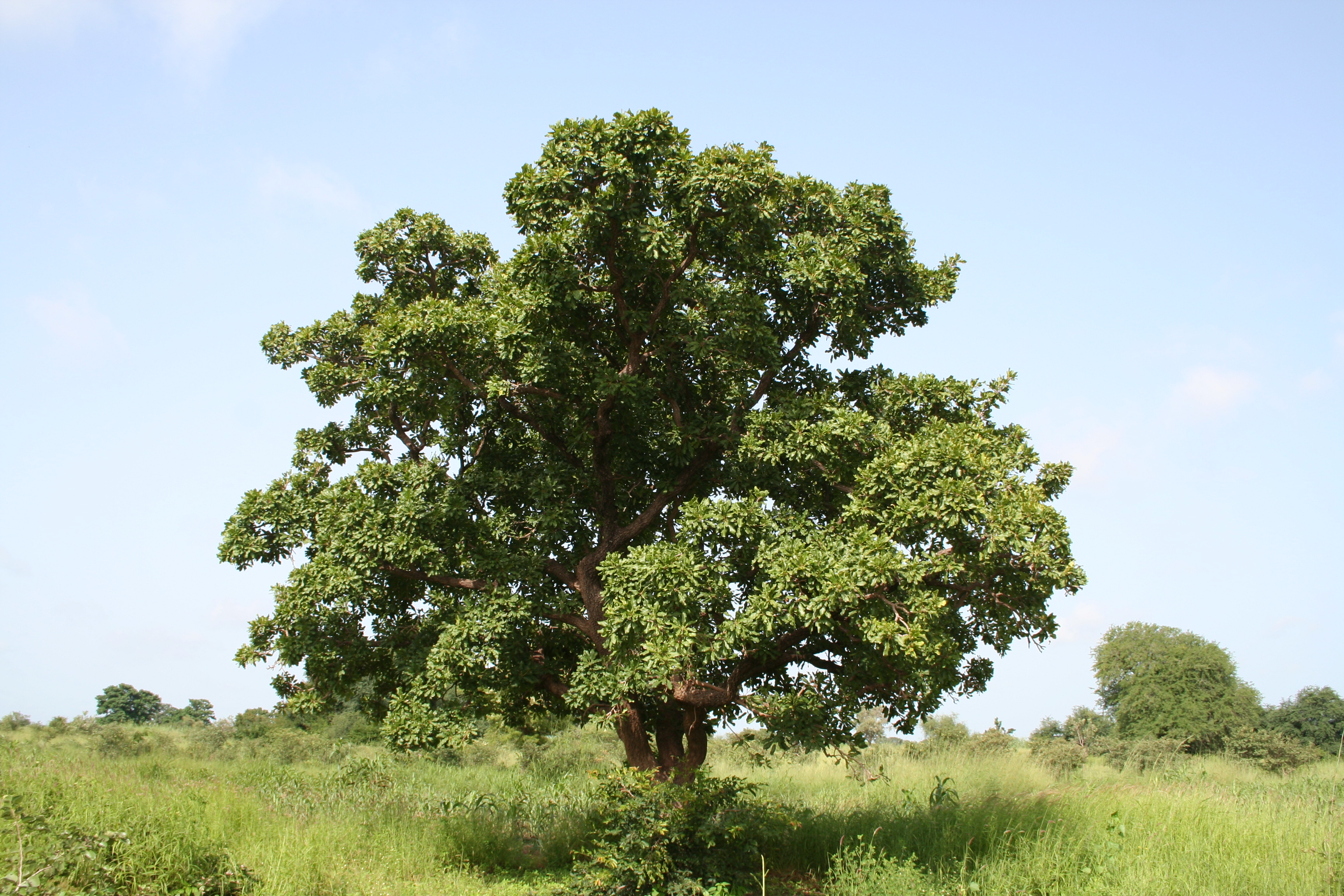
Каріте
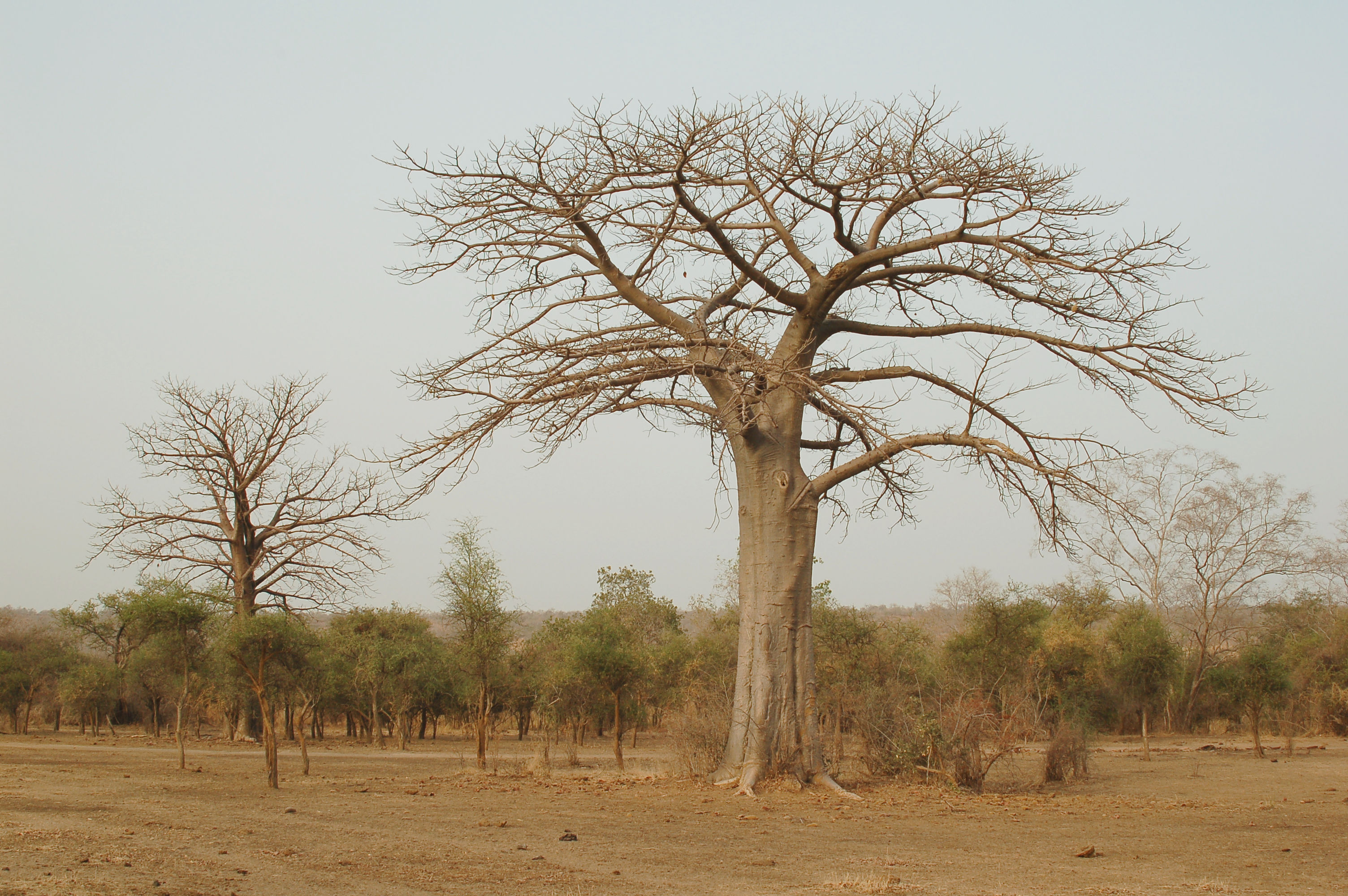
Баобаб
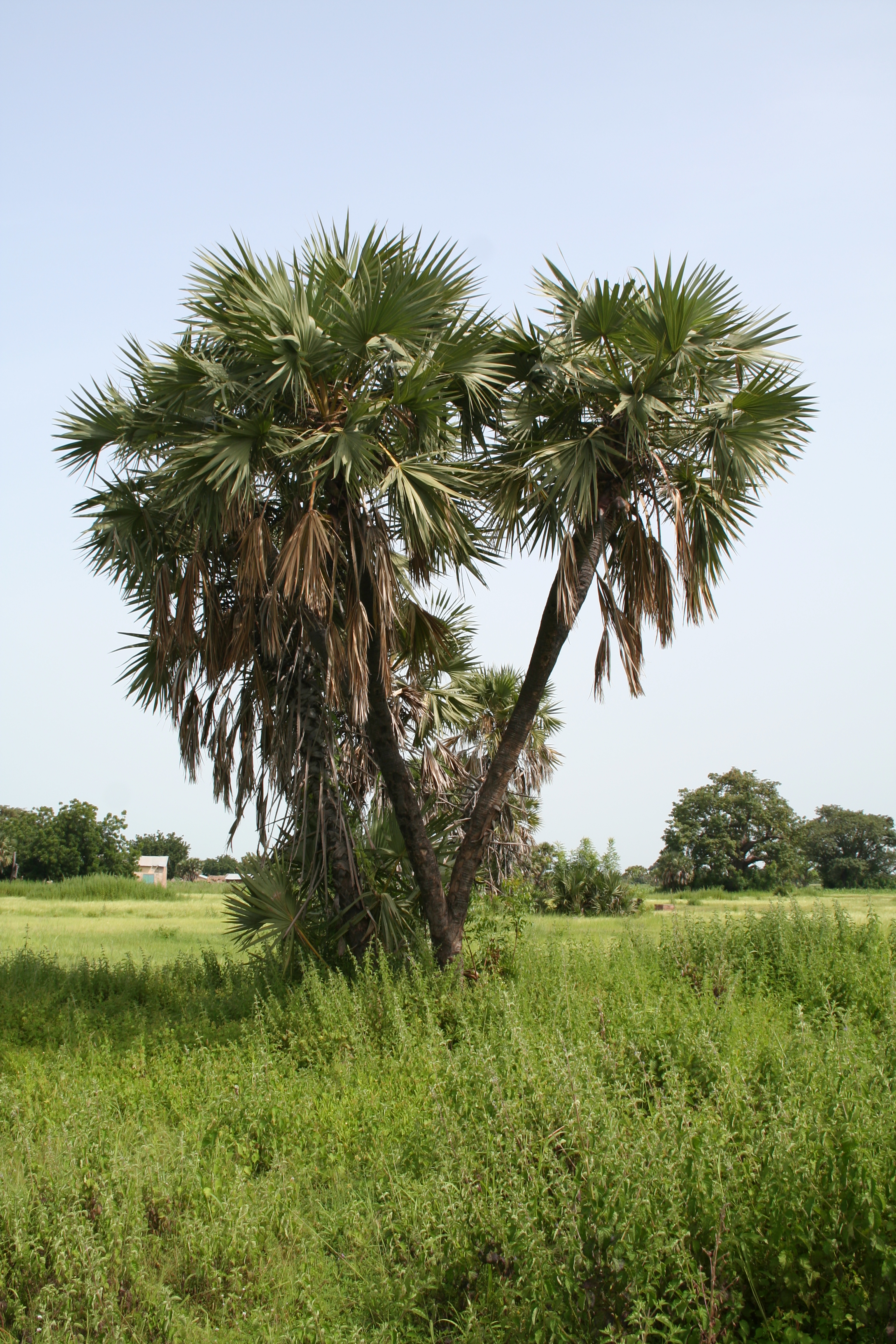
Пальма дум
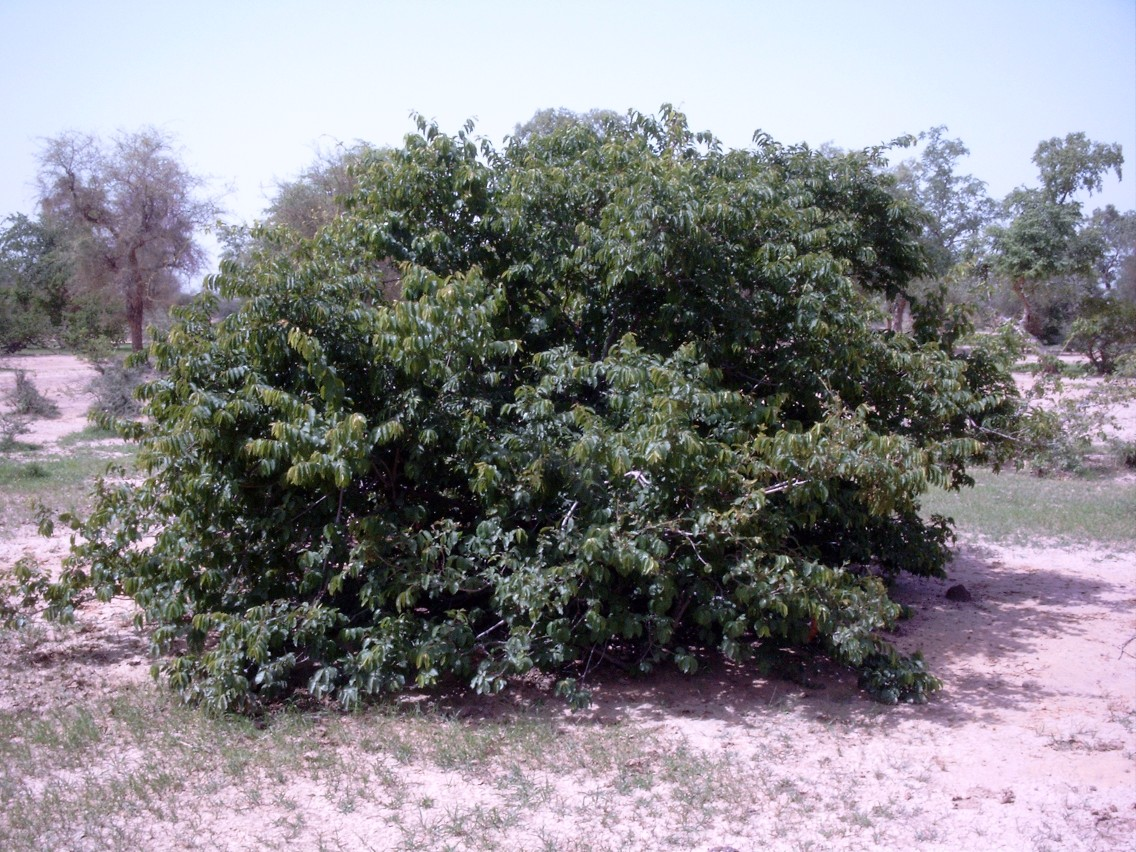
Комбретум
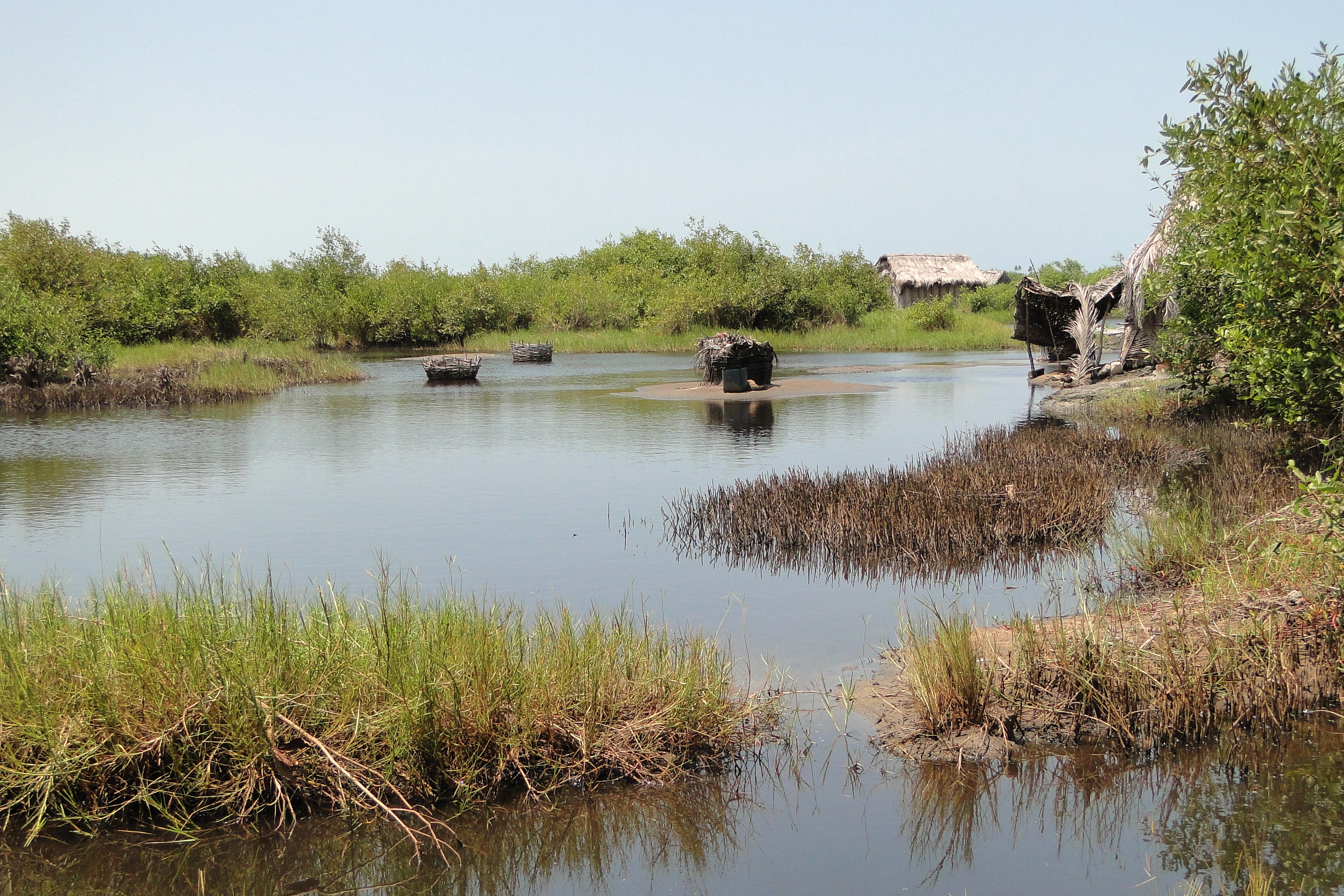
Маршева рослинність лагун

Уздовж річок галерейні ліси, у долинах зустрічаються пальми (Borassus flabeilifer, Raphia elegans, R. sudanica). На узбережжі — вологі тропічні ліси (близько 20 % території) нігеро-конголезької формації. Дерева представлені панданусами (Pandanus) й фікусами (Ficus), окремими гіменокардіями (Hymenocardia acida). Багато цінних порід дерев (червоне дерево махагоні). Трав'янистий покрив представляють злаки: слонова трава і лоудетія (Loudetia arundinacea). У перемінно-вологих тропічних лісах зустрічаються представники родини двукрилоплодних (Dipterocarpaceae): роди Monotes і Marquesia; родини пандові (Pandaceae): вид Panda oleosa; кава ліберійська (Coffea liberica); фікус Валлі-Шу (Ficus Vallis-Choudae). На узбережжі, в зоні значної щільності населення первісні ліси зведені, на їхньому місці висаджені плантації олійної пальми (Elaeis guineensis). Закладені молоді плантації тикового (Tectona grandis) та анакардієвого дерев, що дають цінну деревину.
За оціночною інформацією Міністерства ресурсів Беніну в 1971 році загальна площа під деревними культурами становила 6,768 тис. км², що становило 60 % від площі країни, тобто по 2 га на душу тогочасного населення країни.
Значні площі відведені під посіви кукурудзи, бавовнику, сорго, маніоку, батату, арахісу.
Земельні ресурси Беніну (оцінка 2011 року):
- придатні для сільськогосподарського обробітку землі — 31,3 %,
  - орні землі — 22,9 %,
  - багаторічні насадження — 3,5 %,
  - землі, що постійно використовуються під пасовища — 4,9 %;
- землі, зайняті лісами і чагарниками — 40 %;
- інше — 28,7 %[1].

## Тваринний світ
Зоогеографічно територія країни належить до Ефіопської області: південна частина, узбережжя Гвінейської затоки — до Західноафриканської, північна частина — до Східноафриканської підобласті.
У савані водиться багато видів травоїдних антилоп та хижаків, що полюють на них (леопард, гієна, сервал). Зрідка можна зустріти левів, слонів, буйволів. Раніше можна було зустріти західноафриканський підвид жирафи (Giraffa camelopardalis peralta), бегемотів у річках, строкатого вовка (Lycaon pictus).
На півночі може зустрічатись великий нелітаючий птах африканський страус (Struthio camelus).
З рептилій водяться отруйні змії, пітони, хамелеони, нільський варан (Varanus niloticus), у річках крокодили.

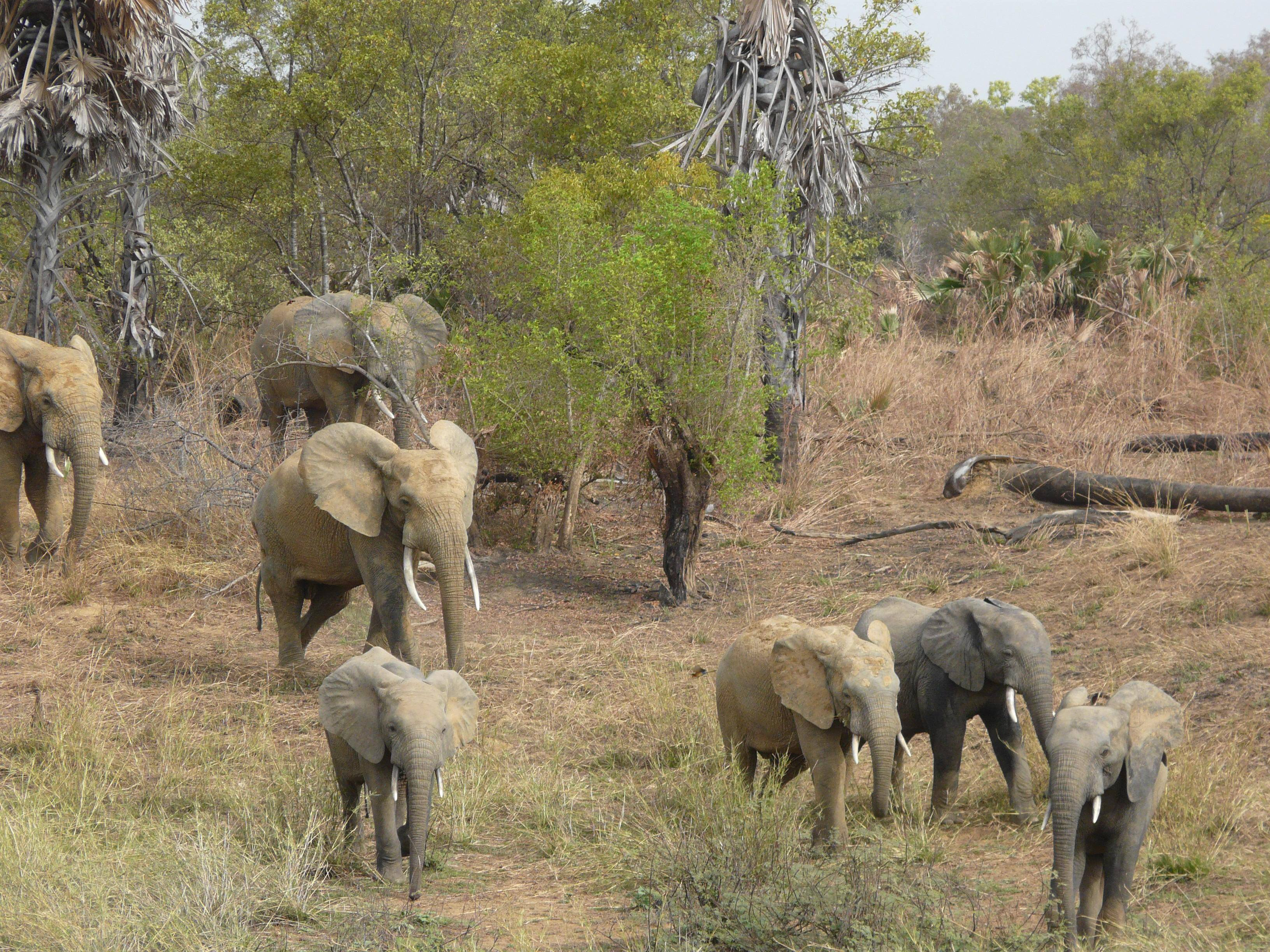
Африканські слони
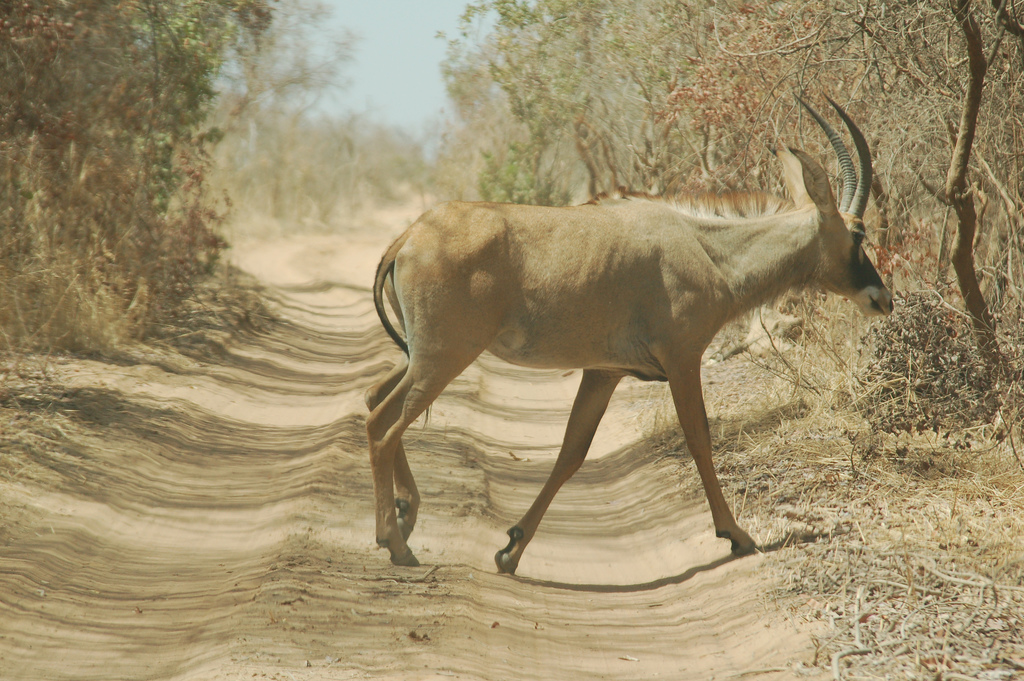
Антилопа чала
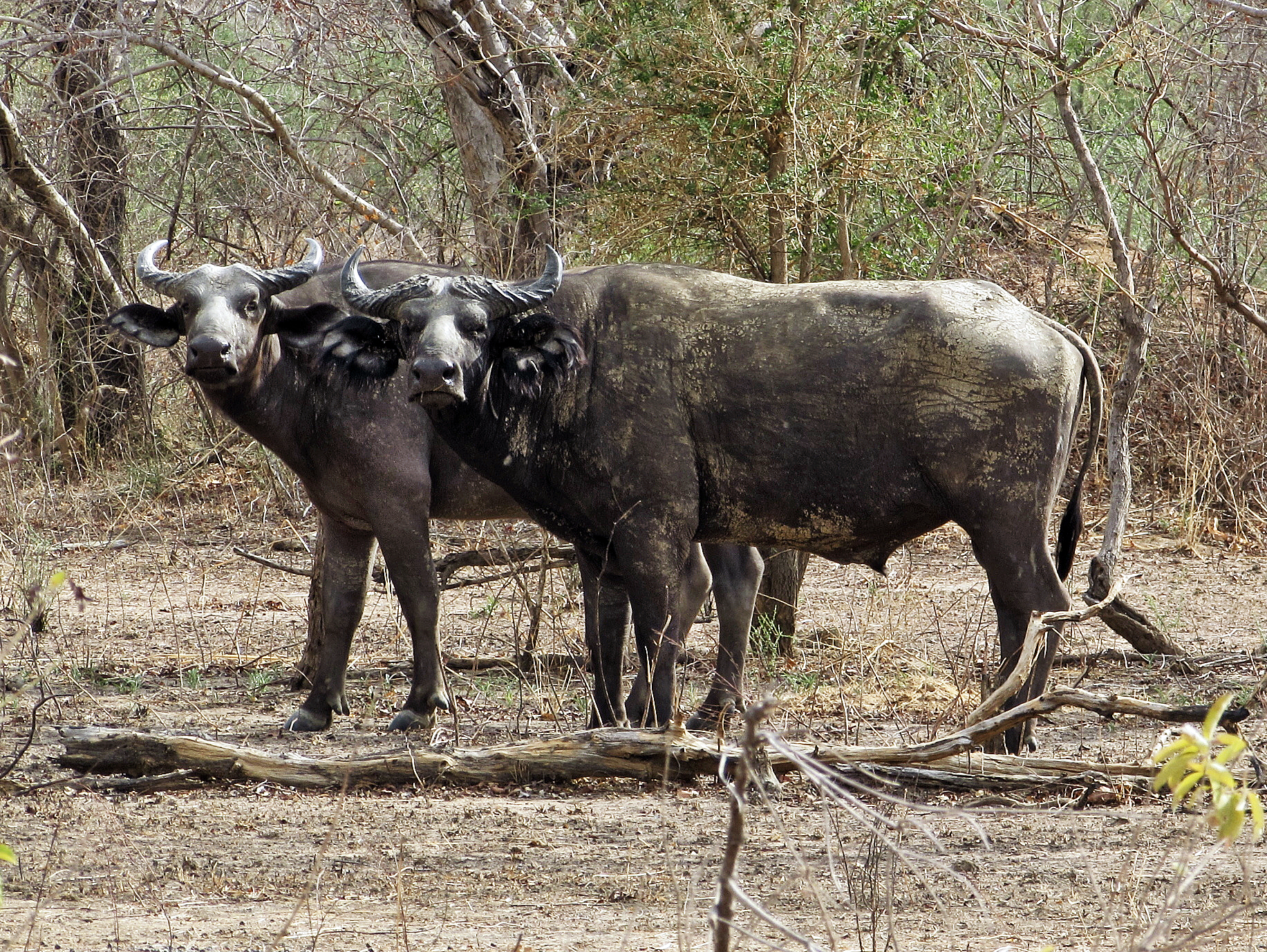
Суданські буйволи
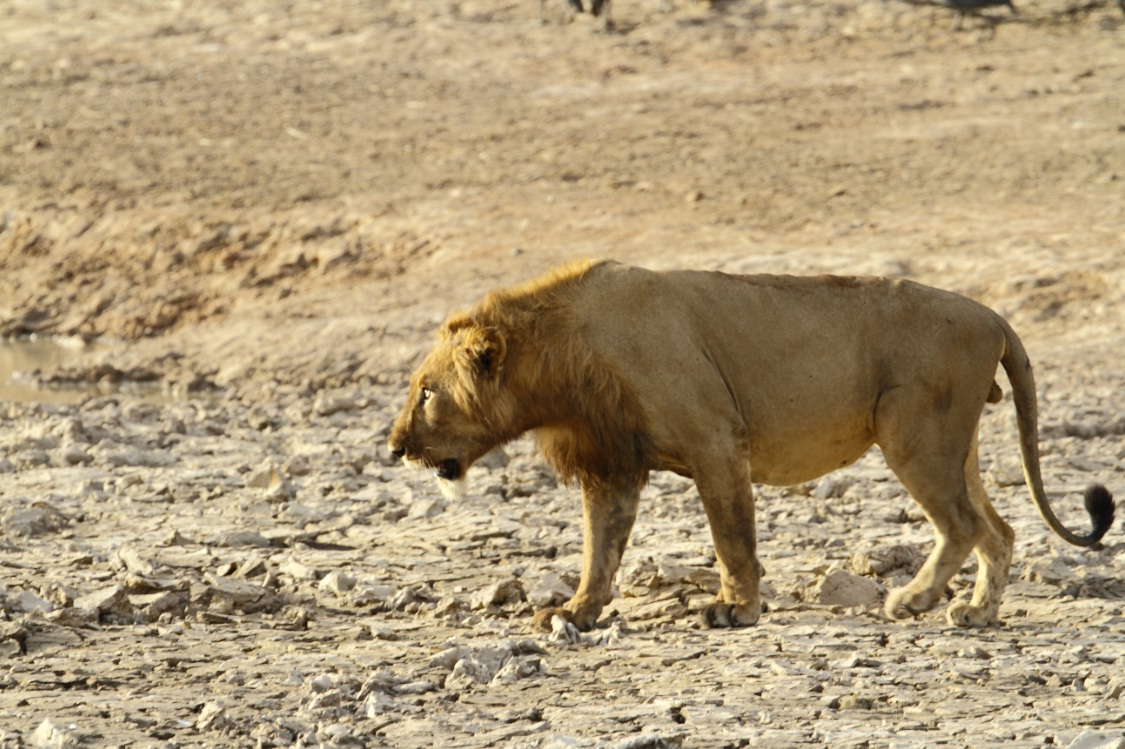
Західноафриканський лев
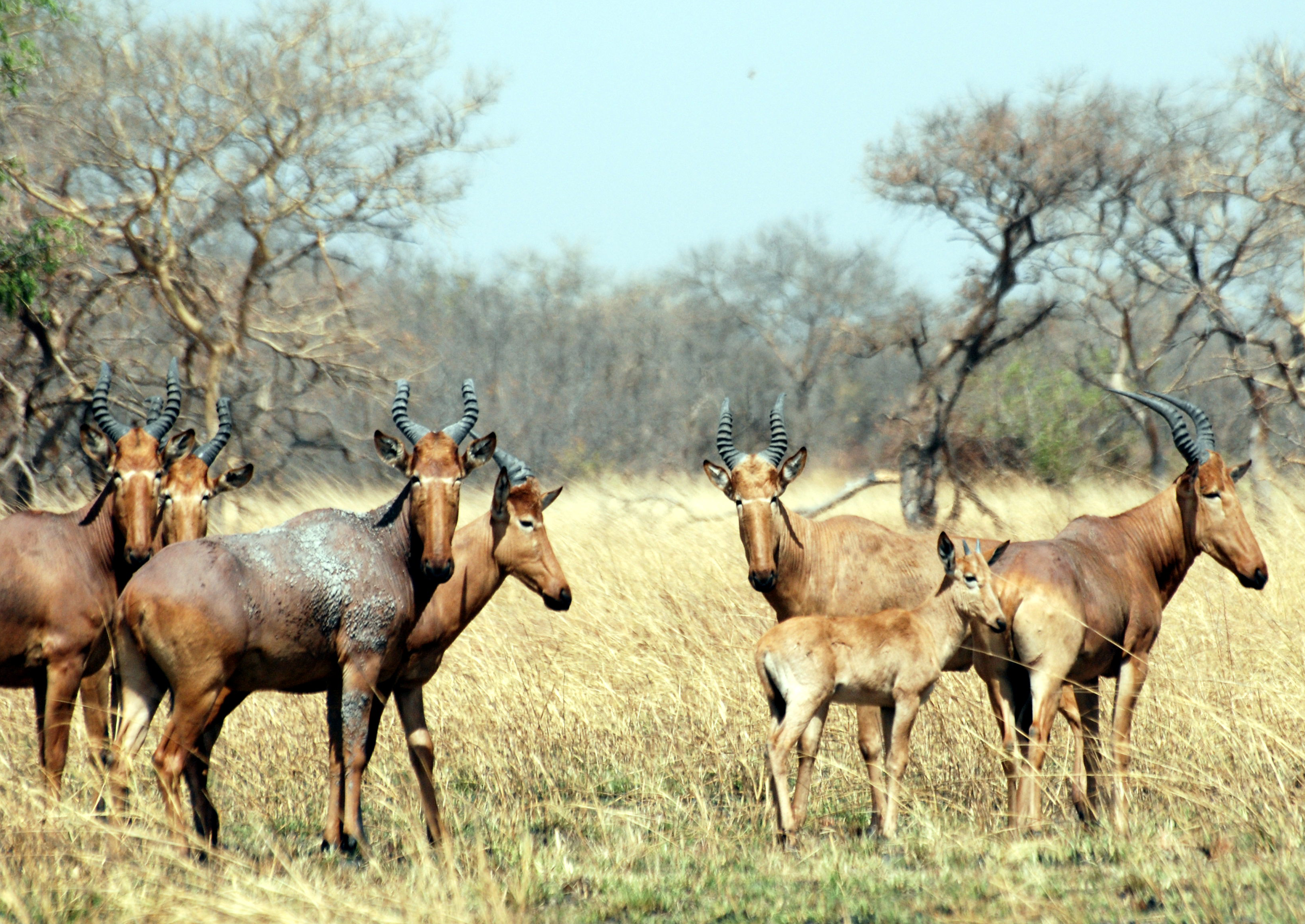
Антилопа конгоні

Риби прісних водоймищ відносяться до середньоафриканської підобласті африканської іхтіогеографічної області. У прибережних лагунах водиться багато видів риби: етамолоза, сом, барракуда (гирло Мони й лагуна Котону), тиляпія (Tilapia), вагою до 50 кг, заготовлюється промисловим способом. У океані виловлюють креветок, скумбрію, акул. Загалом в країні за 2002 рік було виловлено 32,3 тис. тон морської та річкової риби. У річках зустрічаються дводишні риби протоптери (Protopterus annectens).
Донна фауна шельфу належить до гвінейської зоогеографічної області.

## Охорона природи
Створено національні парки що включено до системи біосферних резерватів ЮНЕСКО:
- Пенджарі (фр. Parc National de la Pandjari) створено у 1954 році на лівому березі однойменної річки на площі у 2,75 тис. км²[32].
- Дубль-Ве (фр. "W" du Niger) створено у 1954 році на правому березі річки Нігер на півночі країни, між річками Мекру та Аліборі, на площі у 10 тис. км²[32]. Це найбільший транскордонний резерват у Західній Африці, він об'єднує 3 ділянки, що належать Беніну, Нігеру й Буркіна-Фасо. У національному парку під охороною знаходяться популяції африканського слона (Loxodonta africana), гепарда (Acinonyx jubitus) і африканського ламантина (Trichechus senegalensis). У 1996 році нігерійську частину парку було включено до списку Світової спадщини ЮНЕСКО[33]. А у 2007 році 895,5 тис. га водно-болотних угідь парку включено до Рамсарського списку[34].

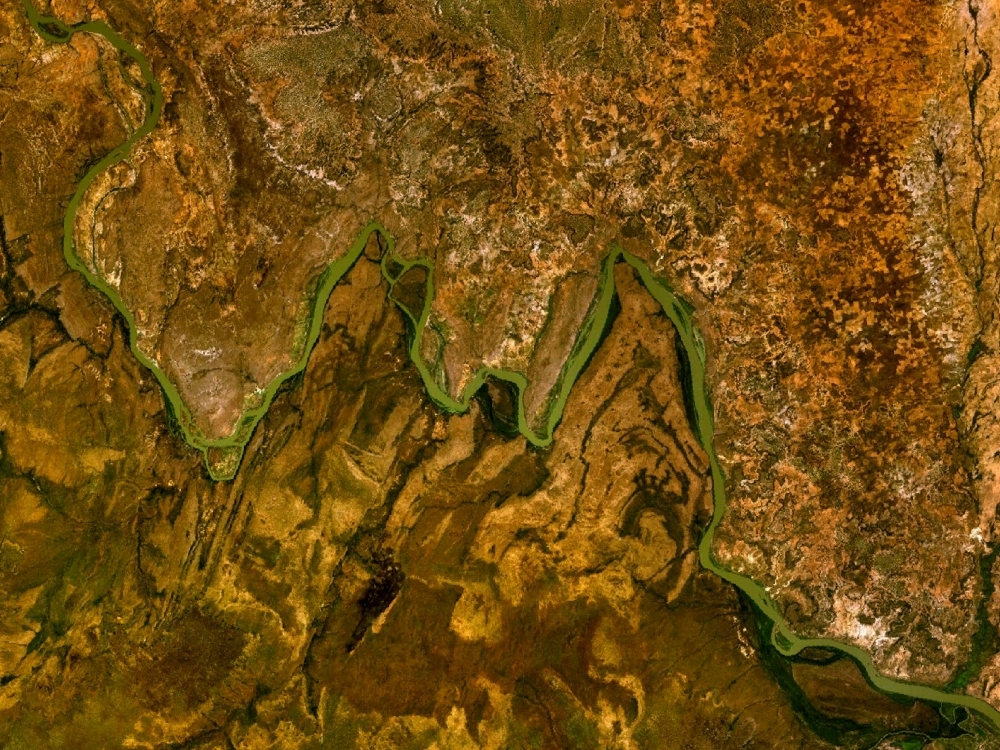
Дубль-Ве Нігеру
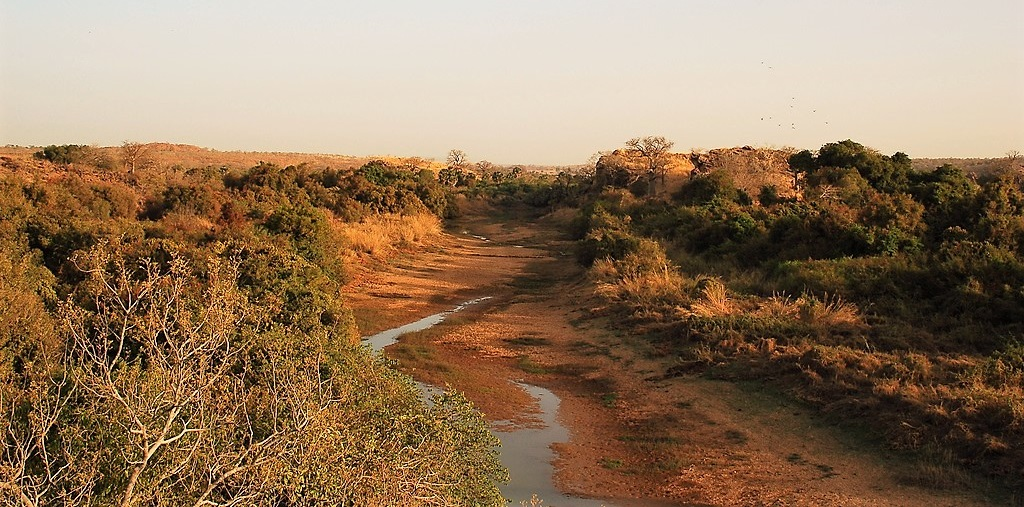
Ландшафти нацпарку Дубль-Ве
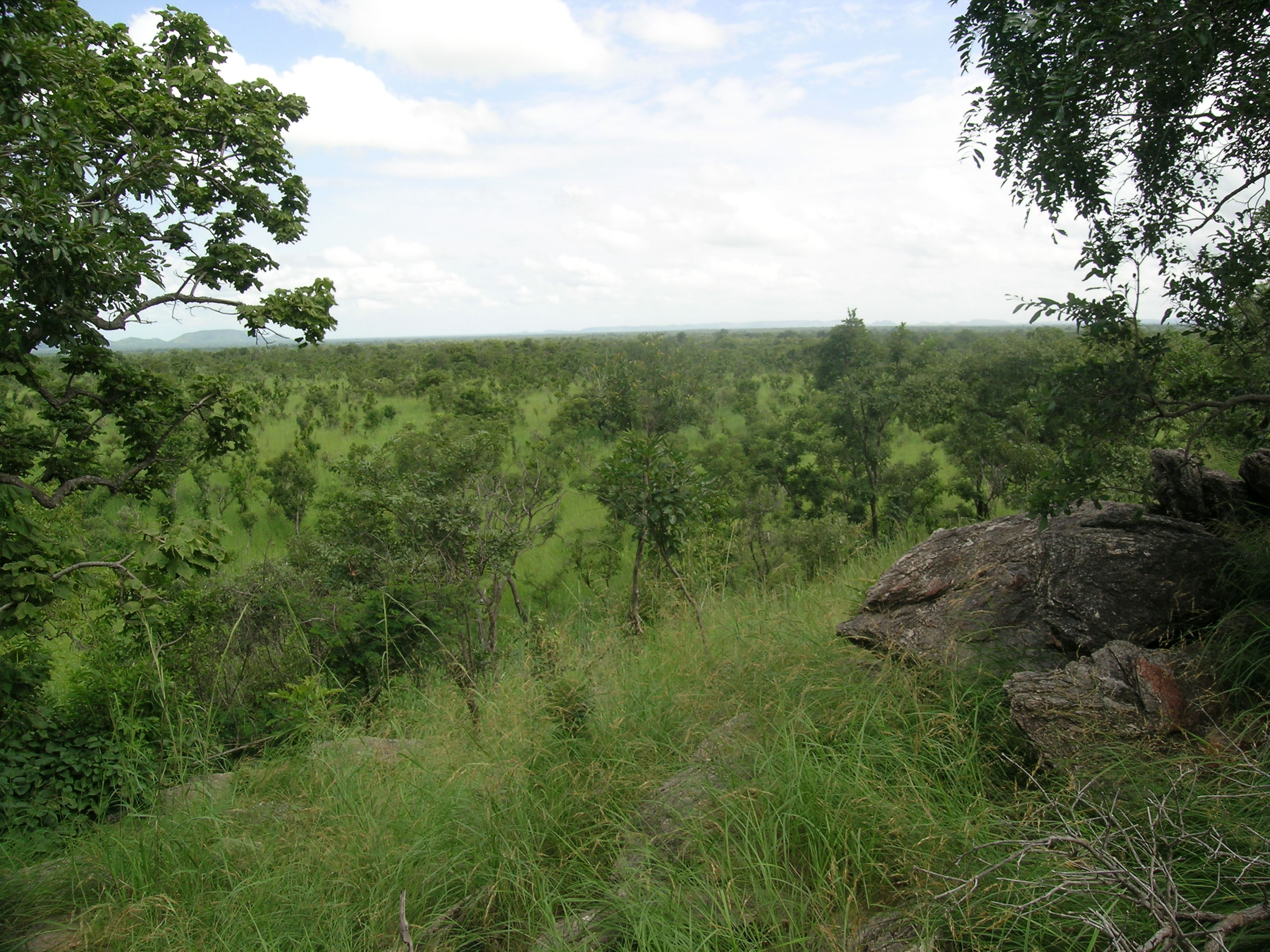
Ландшафти нацпарку Пенджарі
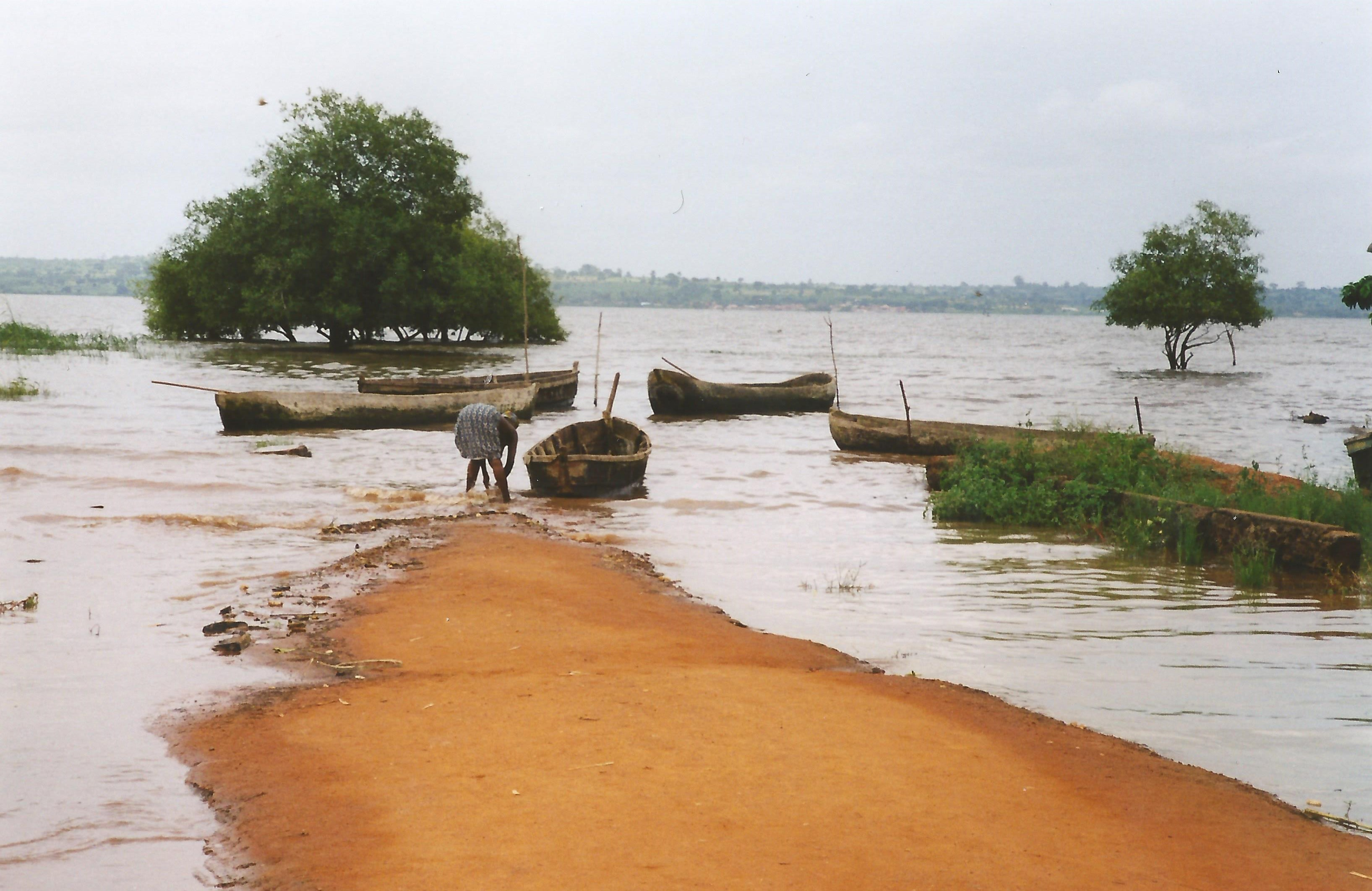
Лагуна Ахеме
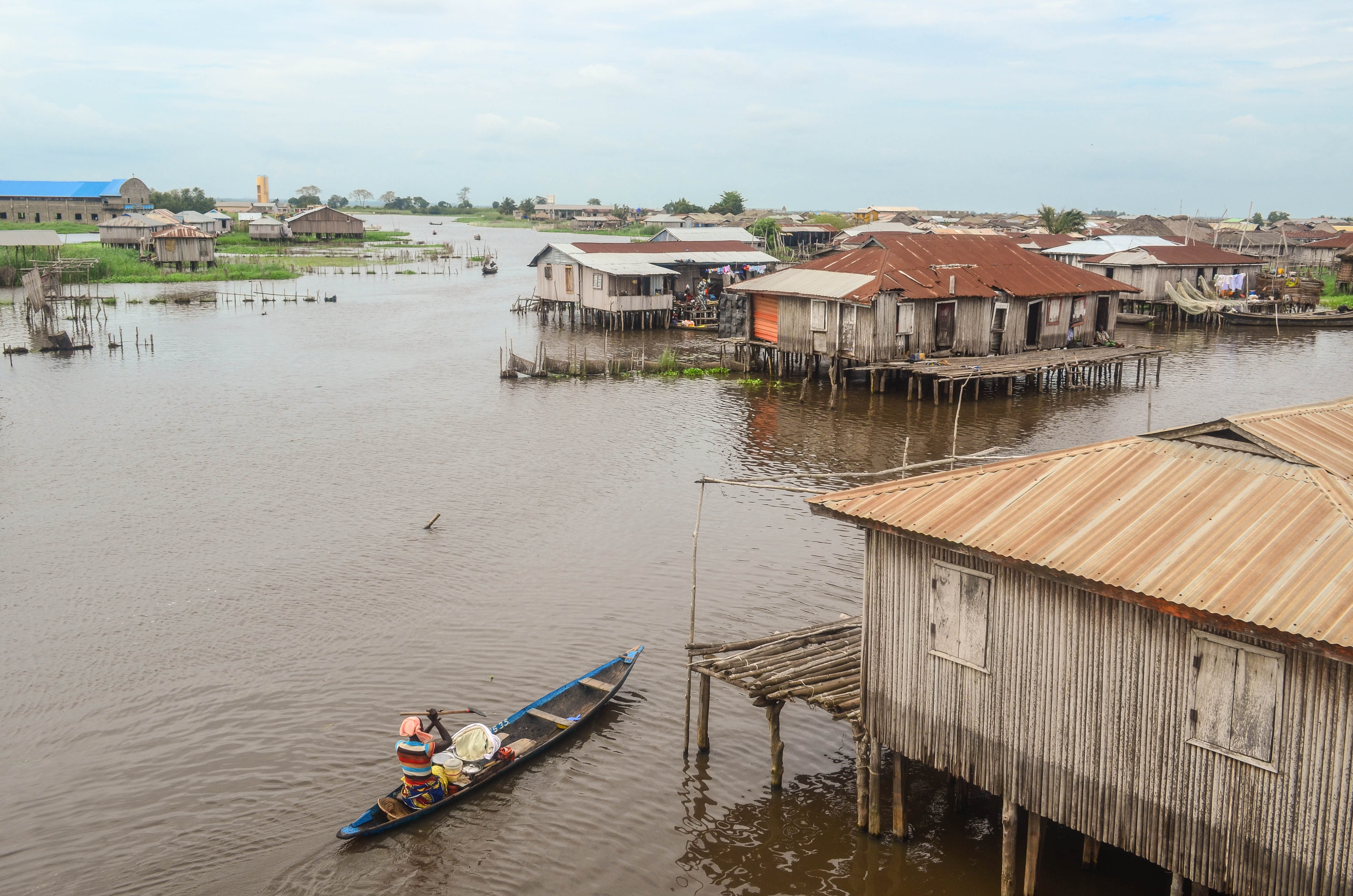
Лагуна Нокуе

До Рамсарського списку водно-болотних угідь на території Беніну 24 січня 2000 року було включено два місця гніздування птахів на лагунах півдня:
- Лагуна Ахеме (фр. Basse Vallée du Couffo, Lagune Côtiere, Chenal Aho, Lac Ahémé), площа 47,5 км², більше 100 видів птахів, 71 вид риб[35].
- Лагуна Нокуе (фр. Basse Vallée de l'Ouémé, Lagune de Porto-Novo, Lac Nokoué), площа 91,6 км², 168 видів птахів, 78 видів риб[36].

Бенін є учасником ряду міжнародних угод з охорони навколишнього середовища:
- Конвенції про біологічне різноманіття (CBD),
- Рамкової конвенції ООН про зміну клімату (UNFCCC),
- Кіотського протоколу до Рамкової конвенції,
- Конвенції ООН про боротьбу з опустелюванням (UNCCD),
- Конвенції про міжнародну торгівлю видами дикої фауни і флори, що перебувають під загрозою зникнення (CITES),
- Конвенції про заборону військового впливу на природне середовище (ENMOD),
- Базельської конвенції протидії транскордонному переміщенню небезпечних відходів,
- Конвенції з міжнародного морського права,
- Монреальського протоколу з охорони озонового шару,
- Міжнародної конвенції запобігання забрудненню з суден (MARPOL),
- Рамсарської конвенції із захисту водно-болотних угідь[37],
- Міжнародної конвенції з регулювання китобійного промислу[1].

## Стихійні лиха та екологічні проблеми
Для півночі країни характерний посушливий зимовий період з жовтня по квітень. У сезон 1973–1974 років тут сталася жорстка посуха, що спричинила масовий падіж худоби, голод. Сухий сезон супроводжується піщаними бурями та харматаном, що дме з Сахари й несе пил, пісок і значне пересушування повітря.
Серед екологічних проблем варто відзначити:
- недостатні запаси питної води;
- для національних парків гострою проблемою залишається браконьєрство, що загрожує популяціям диких тварин;
- для півдня характерний ріст антропогенного тиску від збільшення населення, природні ліси замінюються штучними промисловими посадками порід дерев з цінною деревиною, плантаціями олійної пальми;
- на півночі відбувається опустелювання.

Територія країни належить до зони розповсюдження мухи-цеце, вона переносить збудника, що викликає сонну хворобу в людей, або нагану в худоби, й тим значно впливає на розвиток тваринництва в регіоні.

## Фізико-географічне районування
У фізико-географічному відношенні Бенін належить до ландшафтної екваторіально-африканської країни — Північна Гвінея, займає дві її області:
- Приатлантична низовина (Нижній Бенін) на півдні;
- Північно-Гвіанське плоскогір'я (Верхній Бенін) — рівнини Йоруба й гори Атакора у центральній та північній частині.

Фізико-географічно територію Беніну можна розділити на 4 субширотних фізико-географічних пояси, що відрізняються один від одного рельєфом, кліматом, рослинним покривом:
- Нижній Бенін має легкий похил до Гвінейської затоки й дренується річками Веме, Моно та іншими.
  - Береговий вал простягається уздовж берега Гвінейської затоки. Це плоска піщана низовина шириною від 1,5 до 5 км.
  - Смуга лагун завширшки до 10 км знаходиться за валом. Це система лагун і боліт, які поступово заносяться мулом і піском. Дві лагуни — Нокуе і Ахемена — мають вихід до моря.
  - Плато знаходиться далі на північ. Середні висоти — 20-200 м. Переважають рідкостійні ліси і савани. Місцями зустрічаються низькі останцеві гори, а також субширотні пониження, зайняті болотами. Головний район вирощування олійної пальми[9].
- Верхній Бенін займає північну частину країни, що має легкий похил на північ до річки Нігер й дренується його притоками Пенджарі, Аліборі, Мекру, Сота. Це типова суданська рівнина.
  - Високе плато, з висотами більше 500 м, складене гранітами і гнейсами. У його північно-західній частині виділяються низькі лісисті гори Атакора, витягнуті з південного заходу на північний схід. У цих горах знаходиться найвища точка країни. Більша частина вкрита саванами.

Ландшафти Беніну
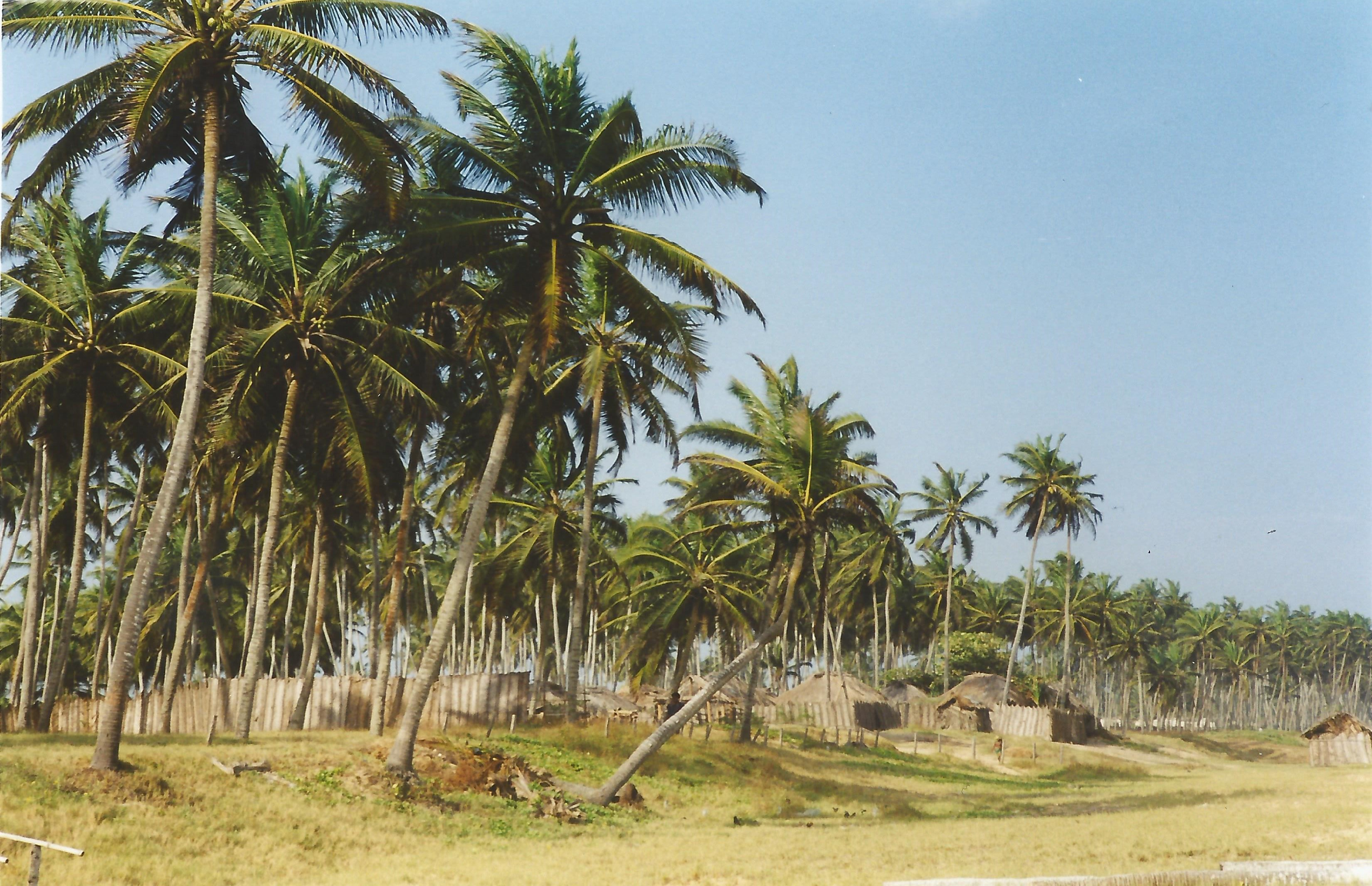
На узбережжі
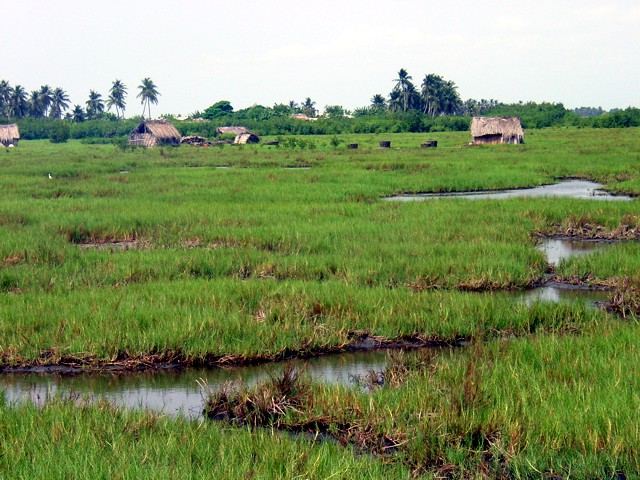
Прибережні болота
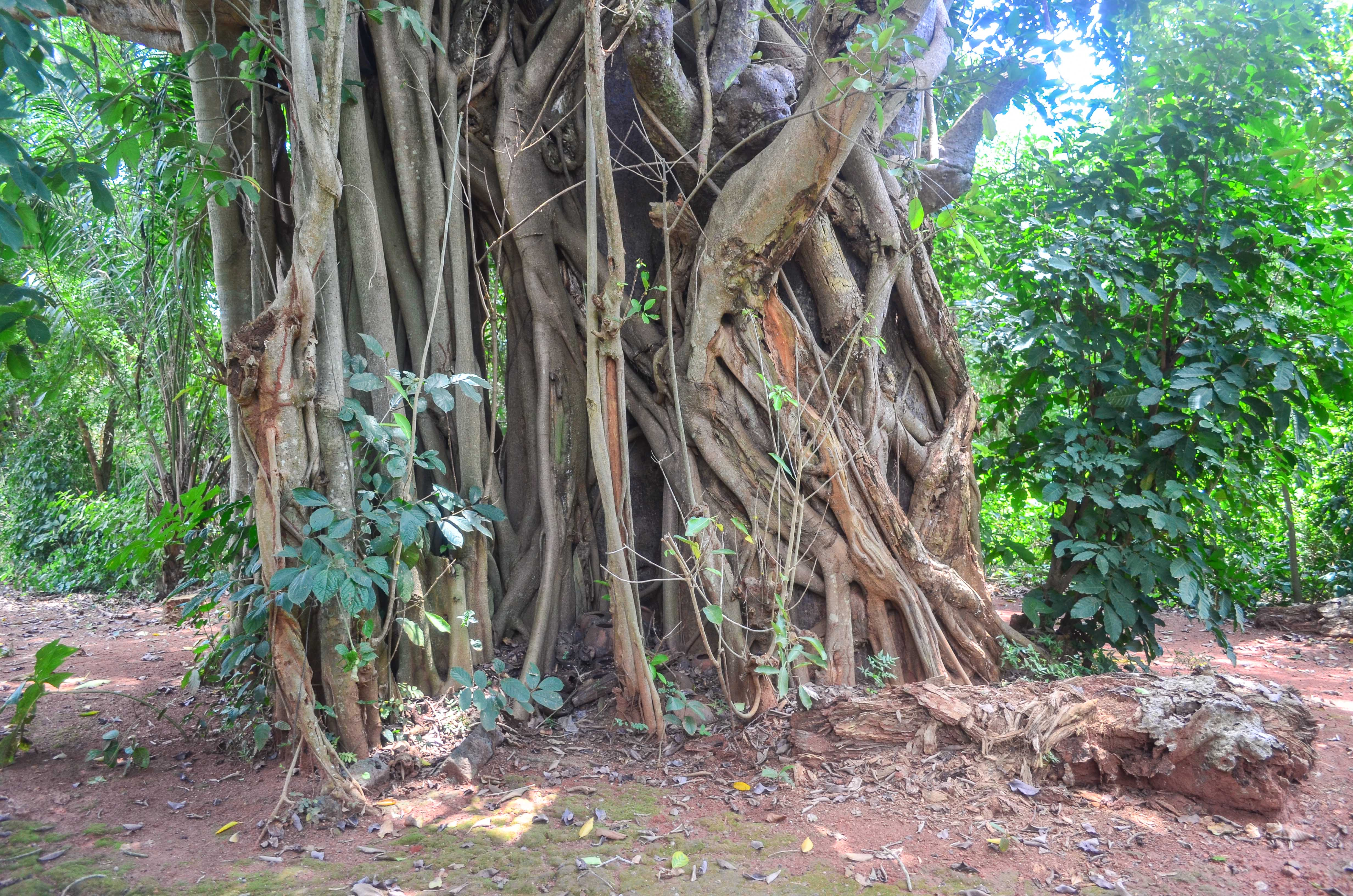
Фікуси вологих лісів
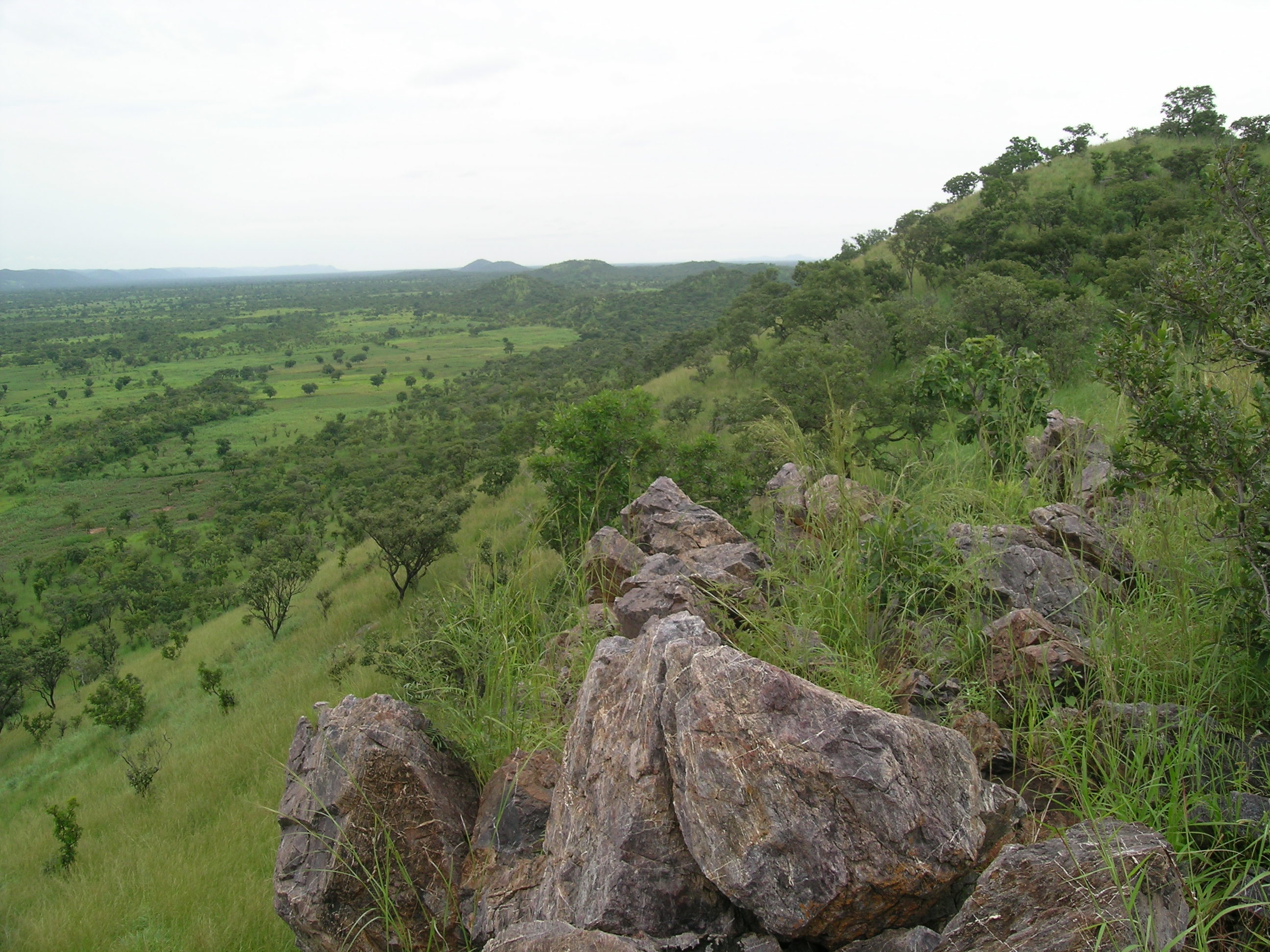
Атакора
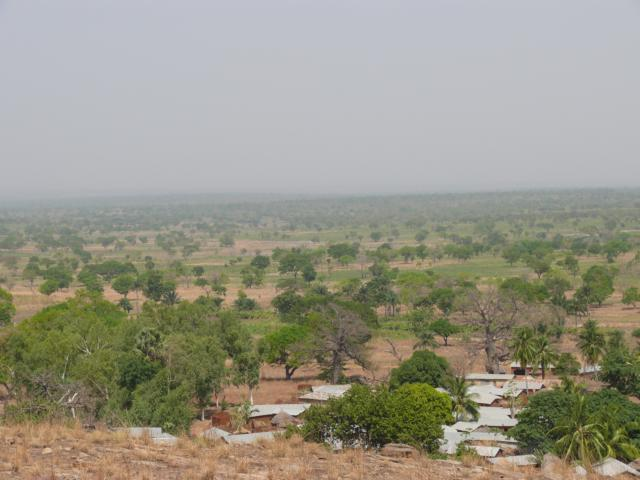
Посушлива савана на високому плато
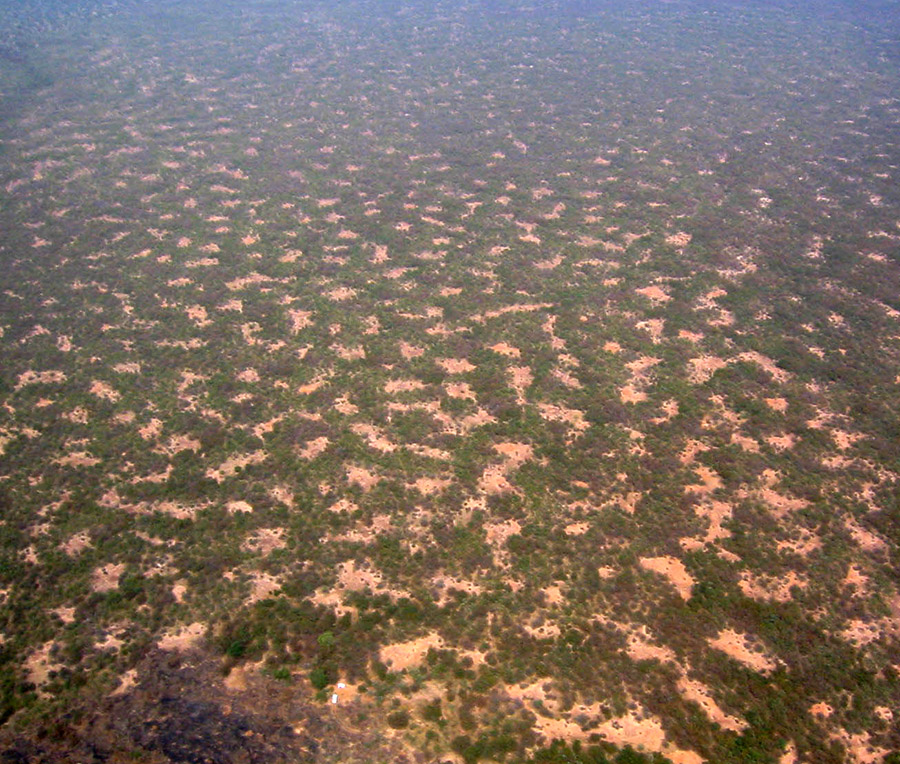
Чагарники з комбретума крайньої півночі

### Українською
- Атлас світу / голов. ред. І. С. Руденко ; зав. ред. В. В. Радченко ; відп. ред. О. В. Вакуленко. — К. : ДНВП «Картографія», 2005. — 336 с. — ISBN 9666315467.
- Атлас. 7 клас. Географія материків і океанів / Укладачі О. Я. Скуратович, Н. І. Чанцева. — К. : ДНВП «Картографія», 2014.
- Бєлозоров С. Т. Африка : фізико-географічний нарис. — вид. 2-ге, перероб. і доп. — К. : Радянська школа, 1957. — 232 с.
- Бєлозоров С. Т. Географія материків. — К. : Вища школа, 1971. — 371 с.
- Барановська О. В. Фізична географія материків і океанів : навч. посіб. для студентів ВНЗ : [у 2 ч.]. — Н. : Ніжинський державний університет ім. Миколи Гоголя, 2013. — 306 с. — ISBN 978-617-527-106-3.
- Бенін // Гірничий енциклопедичний словник : [у 3-х тт.] / за ред. В. С. Білецького. — Д. : Східний видавничий дім, 2004. — Т. 3. — 752 с. — ISBN 966-7804-78-X.
- Костів Л. Я. Фізична географія материків і океанів. Африка : навч.-метод. посібник. — Л. : Видавничий центр ЛНУ імені Івана Франка, 2017. — 184 с. — ISBN 978-617-10-0374-3.
- Панасенко Б. Д. Фізична географія материків : навч. посіб. : в 2 ч. — В. : ЕкоБізнесЦентр, 1999. — 200 с.
- Юрківський В. М. Регіональна економічна і соціальна географія. Зарубіжні країни: Підручник. — 2-ге. — К. : Либідь, 2001. — 416 с. — ISBN 966-06-0092-5.

### Англійською
- (англ.) Benin // Collier's Encyclopedia. — N. Y. : Collier and Macmillan, 1998.
- (англ.) Graham Bateman. The Encyclopedia of World Geography. — Andromeda, 2002. — 288 с. — ISBN 1871869587.
- (англ.) C. Michael Hogan. Painted Hunting Dog: Lycaon pictus / ed. N. Stromberg. — 2009.

### Французькою
- (фр.) Cornevin R. Le Dahomey. — P., 1965.
- (фр.) Fauck R. Les sols rouges faiblement ferrallitiques d'Afrique Occidentale // 8th International Congress of Soils. — 1964. — Т. V (62).
- (фр.) Foa Ed. Le Dahomey. — P., 1895.
- (фр.) Michael Judex, Julia Röhrig, Oliver Schulz, Hans-Peter Thamm (dir.). IMPETUS Atlas du Bénin. Résultats de recherche 2000—2007. — P. : Université de Bonn, 2009. — 128 с.
- (фр.) Kolawolé Sikirou Adam. Le Bénin: données géographiques // Hélène Joubert et Christophe Vital, Dieux, rois et peuples du Bénin: arts anciens du littoral aux savanes. — P., 2008. — С. 14-21. — ISBN 978-2-7572-0185-5.
- (фр.) Maignien R. Compte rendu des recher — ches sur les latentes. — Paris : UNESCO, 1966.

### Російською
- (рос.) Авакян А. Б., Салтанкин В. П., Шарапов В. А. Водохранилища. — М. : Мысль, 1987. — 326 с. — (Природа мира)
- (рос.) Алисов Б. П., Берлин И. А., Михель В. М. Курс климатологии [в 3-х тт.] / под. ред. Е. С. Рубинштейна. — Л. : Гидрометиздат, 1954. — Т. 3. Климаты земного шара. — 320 с.
- (рос.) Апродов В. А. Вулканы. — М. : Мысль, 1982. — 368 с. — (Природа мира)
- (рос.) Апродов В. А. Зоны землетрясений. — М. : Мысль, 2010. — 462 с. — (Природа мира) — ISBN 978-5-244-01122-7.
- (рос.) Бенин // Африка: энциклопедический справочник [в 2-х тт.] / гл. ред. А. А. Громыко. — М. : Советская энциклопедия, 1986. — Т. 1. А-К. — 671 с.
- (рос.) Бабаев А. Г., Зонн И. С., Дроздов Н. Н., Фрейкин З. Г. Пустыни. — М.  : Мысль, 1986. — 320 с. — (Природа мира)
- (рос.) Браун Л. Африка. — М. : Прогресс, 1976. — 288 с. — (Континенты, на которых мы живем)
- (рос.) Букштынов А. Д., Грошев Б. И., Крылов Г. В. Леса. — М. : Мысль, 1981. — 316 с. — (Природа мира)
- (рос.) Виноградова Н. В. Бенин // Энциклопедия стран мира / глав. ред. Н. А. Симония. — М. : НПО «Экономика» РАН, отделение общественных наук, 2004. — 1319 с. — ISBN 5-282-02318-0.
- (рос.) Власова Т. В. Физическая география материков. С прилегающими частями океанов. Южная Америка, Африка, Австралия и Океания, Антарктида. — 4-е, перераб. — М. : Просвещение, 1986. — 269 с.
- (рос.) Гвоздецкий Н. А., Голубчиков Ю. Н. Горы. — М. : Мысль, 1987. — 400 с. — (Природа мира)
- (рос.) Гвоздецкий Н. А. Карст. — М. : Мысль, 1981. — 214 с. — (Природа мира)
- (рос.) Географический энциклопедический словарь: географические названия / под. ред. А. Ф. Трёшникова. — 2-е изд., доп. — М. : Советская энциклопедия, 1989. — 585 с. — ISBN 5-85270-057-6.
- (рос.) Дагомея // Энциклопедический словарь Ф. А. Брокгауза и И. А. Ефрона. — С.-Пб. : Брокгауз — Ефрон, 1893. — Т. IXa (18): Гравилат — Давенант. — 475—974 с.
- (рос.) Денисов И. А., Воронова Е. П. Основы почвоведения и земледелия в тропиках (на примере Тропической Африки). — М., 1971.
- (рос.) Исаченко А. Г., Шляпников А. А. Ландшафты. — М. : Мысль, 1989. — 504 с. — (Природа мира) — ISBN 5-244-00177-9.
- (рос.) Каплин П. А., Леонтьев О. К., Лукьянова С. А., Никифоров Л. Г. Берега. — М. : Мысль, 1991. — 480 с. — (Природа мира) — ISBN 5-244-00449-2.
- (рос.) Словарь современных географических названий / под общей редакцией акад. В. М. Котлякова. — Екатеринбург : У-Фактория, 2006.
- (рос.) Литвин В. М., Лымарев В. И. Острова. — М. : Мысль, 2010. — 288 с. — (Природа мира) — ISBN 978-5-244-01129-6.
- (рос.) Лобова Е. В., Хабаров А. В. Почвы. — М. : Мысль, 1983. — 304 с. — (Природа мира)
- (рос.) Максаковский В. П. Географическая картина мира. Книга I: Общая характеристика мира. — М. : Дрофа, 2008. — 495 с. — ISBN 978-5-358-05275-8.
- (рос.) Максаковский В. П. Географическая картина мира. Книга II: Региональная характеристика мира. — М. : Дрофа, 2009. — 480 с. — ISBN 978-5-358-06280-1.
- (рос.) Низская Л. О. Бенин // Страны и народы. Африка. Западная и Центральная Африка / Редкол. : М. Б. Горнунг, Г. Б. Старушенко (отв. ред.) и др. — М. : «Мысль», 1979. — 301 с. — (Страны и народы) — 180 тис. прим.
- (рос.) Поспелов Е. М. Географические названия мира: Топонимический словарь. — М. : АСТ, 2005.
- (рос.) Страны Африки. Политико-экономический справочник / ред. В. Солодовников, В. Румянцев. — М. : Издательство политической литературы, 1969. — 318 с.
- (рос.) Физико-географический атлас мира. — М. : Академия наук СССР и Главное управление геодезии и картографии ГУГК СССР, 1964. — 298 с.
- (рос.) Хаин В. Е. Региональная геотектоника: Северная и Южная Америка, Антарктида, Африка. — М., 1971. — 546 с.
- (рос.) Чёрч Р. Дж. Г. Западная Африка. — М., 1959.
- (рос.) Шуберт Ю., Фор-Мюре А. Тектоника Африки. — М., 1973. — 540 с.
- (рос.) Страны Африки. Политико-экономический справочник. — М., 1969.
- (рос.) Народная Республика Бенин. Справочник. — М. : Наука, 1989.